# Seraing
Pour les articles ayant des titres homophones, voir Serein, Serain et Serin.
Seraing (wallon : Serè) est une ville francophone de Belgique située en Région wallonne dans la province de Liège. Il s'agit du lieu de l'ancienne résidence d'été des princes-évêques de Liège avant de devenir une ville industrielle au XIXe siècle.
Elle forme avec, notamment, Liège, Herstal, Saint-Nicolas, Ans et Flémalle l'agglomération de Liège (600 000 habitants). Seraing fait frontière entre la partie citadine de la Belgique, et la partie rurale. En effet, la ville est bordée au sud par une vaste forêt faisant partie de l'Ardenne condrusienne, sous région du Condroz.
La ville est dotée de plusieurs établissements secondaires : l'athénée royal Lucie Dejardin, l'athénée royal de l'Air Pur, le collège Saint Martin, l'école polytechnique de Seraing, l'institut provincial d'enseignement secondaire de Seraing. Le Campus 2000, installé à Jemeppe-sur-Meuse, est le site principal de la Haute École de la Province de Liège.
25e ville belge en nombre d'habitants, elle compte au 1er janvier 2025, 64 609 habitants.

## Géographie
L'altitude de la ville de Seraing varie entre 59 mètres (au bord de la Meuse, du côté du Val Saint-Lambert) à 273 mètres (à l’est de Boncelles).
Il n'est donc pas rare de retrouver plus de neige sur les hauteurs de Seraing en période hivernale.

### Communes limitrophes
| Flémalle | Grâce-Hollogne | Saint-Nicolas |
| Flémalle | Seraing        | Liège         |
| Neupré   | Neupré         | Esneux        |

### Sections de la ville
La ville de Seraing est composée des sections de Seraing, Ougrée, Jemeppe-sur-Meuse et Boncelles*. Ce territoire couvre 35,34 km2 et compte 63 968 habitants pour une densité de population de 1 810 habitants/km2. Ce qui fait de Seraing, la vingt-quatrième commune la plus peuplée du pays (voir aussi liste des communes belges les plus peuplées pour une comparaison).
| # | Nom               | Superf. (km2) | Habitants (2020) | Habitants par km2 | Code INS |
| - | ----------------- | ------------- | ---------------- | ----------------- | -------- |
| 1 | Seraing           | 21,59         | 35.283           | 1.634             | 62096A   |
| 2 | Jemeppe-sur-Meuse | 4,39          | 11.398           | 2.598             | 62096B   |
| 3 | Ougrée            | 5,47          | 11.972           | 2.188             | 62096C   |
| 4 | Boncelles         | 3,80          | 5.511            | 1.451             | 62096D   |

### Quartiers
- Liste des quartiers de Seraing :
  - Le Val Saint-Lambert
  - Les Biens Communaux
  - Le Bois de l’Abbaye
  - Les Bouleaux
  - La Chatqueue

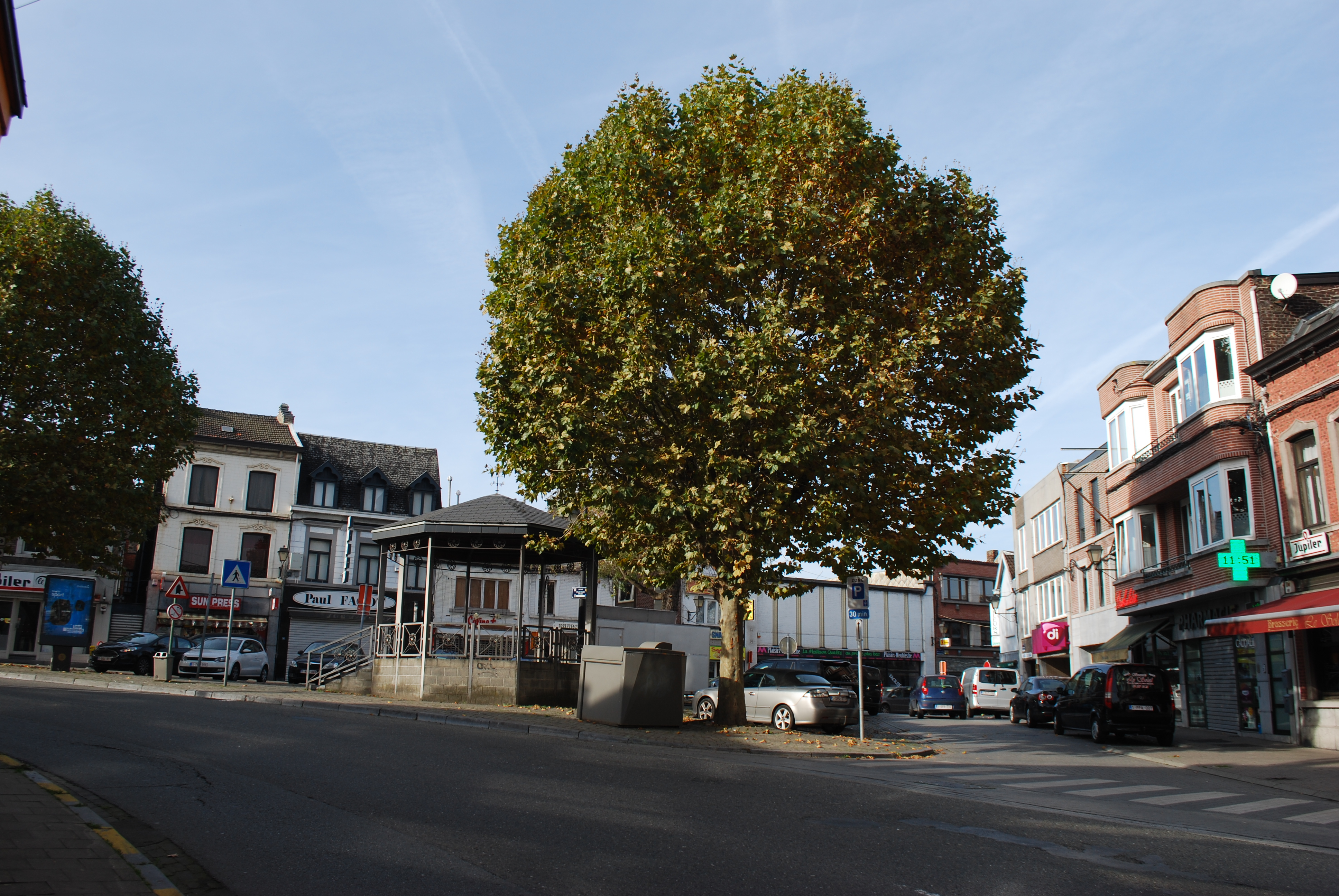
Place du Pairay.

  - Le Fond de Seraing ( seraing centre )
  - Le Pre soray
  - Le Pairay
  - La Boverie
  - La Bergerie
  - Le Molinay
  - Le Val Potet
  - La Troque
- Liste des quartiers d'Ougrée :
  - Ougrée-Bas
  - Ougrée-Centre
  - Ougrée-Haut
  - Le bois Saint-Jean
  - La Cense Rouge
  - Le biez du Moulin
- Liste des quartiers de Jemeppe :
  - Le Mabotte
  - Le Bois de Mont
  - Jemeppe Centre

*Les anciennes communes et quartiers d'Ougrée, Jemeppe-sur-Meuse et Boncelles furent intégrés en 1977 à la ville de Seraing, lors de la fusion des communes

### Forêts de Seraing
La forêt couvre 30,58 % du territoire de la Ville de Seraing. Cette surface est divisée en divers massifs boisés : forêt de la Vêcquée, forêt de la Marchandise d'Arras, bois de Cornillon, bois de l'Abbaye, bois de Saint-Jean.

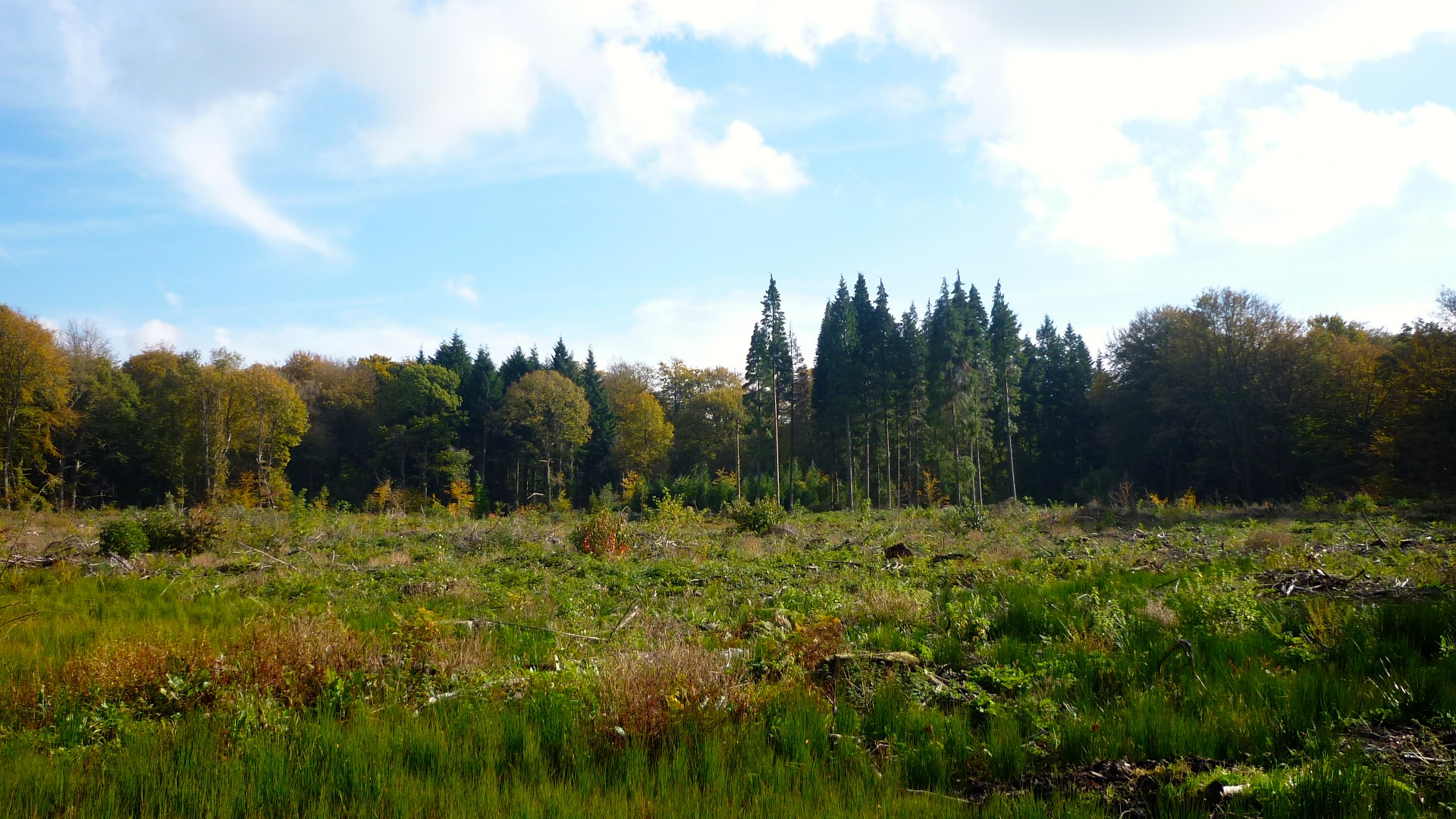

| Massif      | Propriétaire                                  | Surface  |
| ----------- | --------------------------------------------- | -------- |
| Vêcquée     | Indivision Ville de Seraing - Région wallonne | 681.5 ha |
| Marchandise | Région wallonne                               | 96.5 ha  |
| Cornillon   | Ville de Seraing                              |          |
| Abbaye      | Ville de Seraing                              | 81.5 ha  |
| Saint-Jean  | Ville de Seraing - SPI - SPAQuE               |          |

#### Ancienneté des forêts
De manière générale, le développement de l'industrie, de l'agriculture, des infrastructures et des habitations a contribué à une diminution progressive des surfaces forestières. Les cartes de Ferraris (1777) et Vander Maelen (1850) attestent de la présence d'une vaste forêt entourant la commune de Seraing. De cette forêt historique, il résulte divers massifs (Vêcquée, Marchandise, Cornillon, Abbaye et Saint-Jean) qui ont pu traverser les siècles sans être complètement déboisés.
Au fil du temps, ces divers massifs ont connu des altérations :
- La forêt de la Vêcquée. Le 22 janvier 1975, les 752,74 ha de la forêt de la Vêcquée sont classés aux monuments et sites (CWATUPe - Code Wallon de l'Aménagement du Territoire, de l'Urbanisme, du Patrimoine et de l'Energie). Ce classement a pour but de conserver l’intérêt et les qualités du massif boisé. De cette manière, le législateur s'est assuré qu'aucun déboisement ne serait plus effectué dans cette forêt.
- La forêt de la Marchandise. Du fait de sa proximité immédiate avec le fort de Boncelles, la forêt de la Marchandise fut affectée par les combats des débuts de la première et de la seconde guerres mondiales. De 1904 à 1947, la commune de Seraing utilisa la partie Nord de la forêt pour y déposer des immondices.
- Le bois de Saint-Jean. Le site a été fortement perturbé par l'activité humaine. Dès 1920, le bois Saint-Jean a servi de terrain de dépôt à la société sidérurgique d'Ougrée-Marihaye. Ensuite, le site fût utilisé par la commune d'Ougrée pour y déverser ses immondices. Le site servit de lieu de déversement de boues de lavage de gaz, des boues de hauts-fourneaux et des résidus solides et liquides de l'industrie chimique jusqu'en 1987. Le site était alors fortement pollué au plomb, zinc, cyanure, chrome, arsenic, huiles minérales et divers hydrocarbures polyaromatiques. Entre 2002 et 2010, la SPAQuE a procédé à la réhabilitation du site[2].

#### Lieux-dits

##### Arboretumde Seraing
L'arboretum de Seraing se situe dans la forêt de la Vêcquée. Il a été installé en 1916. À cette époque, les forêts belges venaient de passer une période d'intense exploitation qui les avait fortement appauvries. De nombreux d'arboretums ont donc été créés entre 1899 et 1918 afin de comparer le rendement de diverses essences exotiques dans le but de ré-enrichir la forêt.
L'arboretum est implanté sur une surface de 6,35 ha. Il n'est actuellement pas ouvert au public. Les visites se font sur demande auprès du département de la Nature et des Forêts.
L'arboretum présente de nombreuses espèces exotiques dont : pin laricio de Corse, thuya géant, cyprès de Lawson, sapin de Nordmann, douglas, sapin pectiné...
Un séquoia géant a été planté en 1916. Il a été directement amené d'Amérique en container. En 2001, sa hauteur était de 34 mètres et sa circonférence de 558 centimètres à 1,5 mètre).
En 1915, lorsque fut décidée l'installation de l'arboretum, le conseil communal de Seraing envisagea la création dans la forêt de classes de vacances. Toutefois ce projet ne fut jamais concrétisé.

##### Réserve du Plateau des sources
La réserve du Plateau des sources n'est pas une réserve naturelle. Il s'agit d'une zone de 176,15 ha classée aux monuments et sites (CWATUPe - Code Wallon de l'Aménagement du Territoire, de l'Urbanisme, du Patrimoine et de l'Energie). L'arrêté de classement date du 16 mars 1965. Il a été pris pour protéger une zone boisée jugée d’un intérêt exceptionnel ; principalement couverte par des aulnaies et chênaies ainsi que par la naissance de nombreuses sources.
À cette époque, la loi sur la conservation de la nature n'existait pas encore et la classement aux monuments et sites était l'unique manière d'offrir une protection à une zone naturelle.
Sur le terrain, la réserve est délimitée à la couleur par un marquage des arbres de bordure.

##### Li Bê Bon Dju

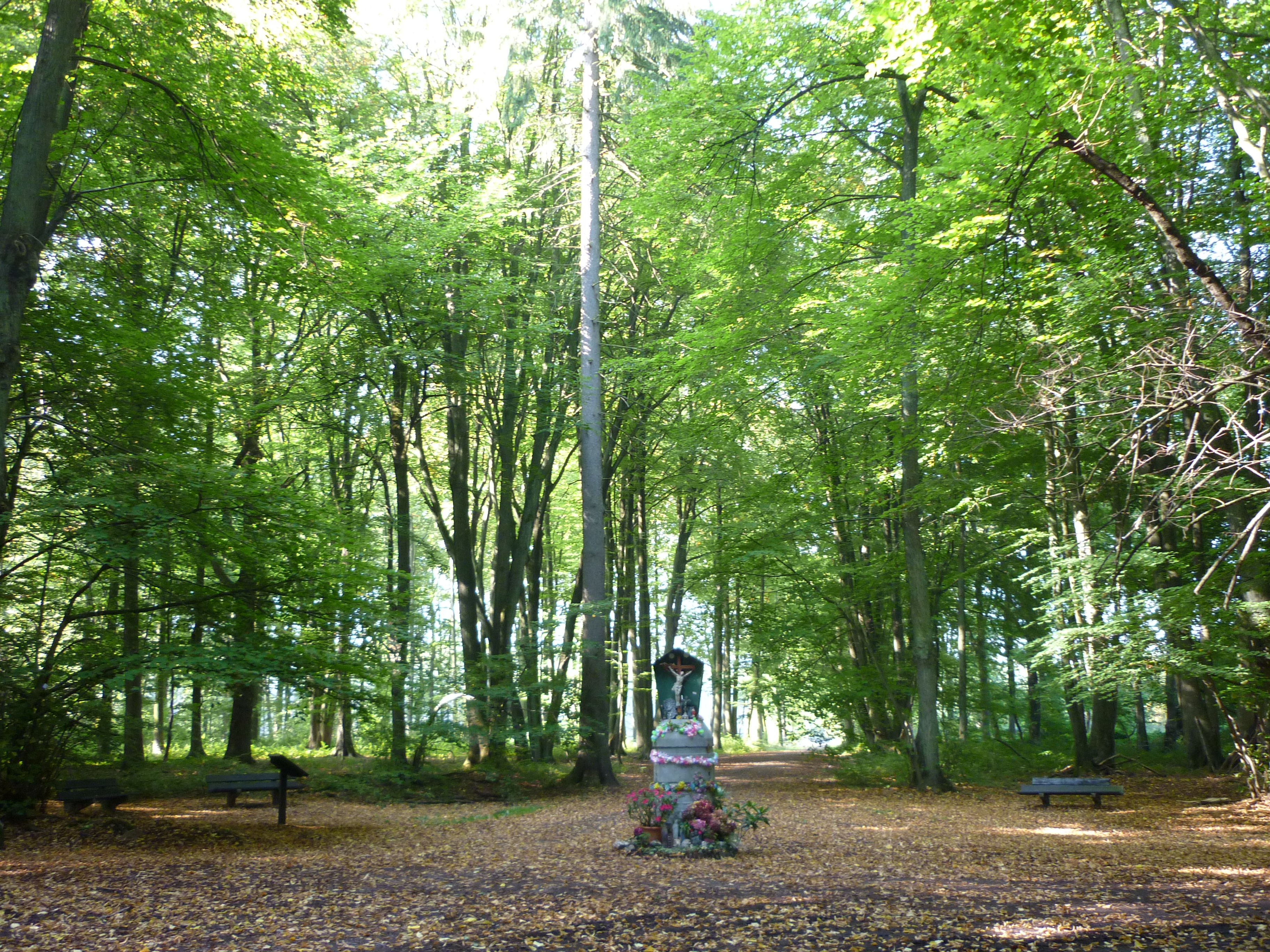
Li Bê Bon Dju.

Il s'agit d'un calvaire situé dans la forêt de la Vêcquée en plein milieu du carrefour de l'allée du Ban et de la drève du crucifix. Ce calvaire est constitué d'un crucifix surmontant quatre cylindres de pierre superposés.
Juste en face du Bê Bon Dju, on peut trouver un alignement de 6 sapins de Vancouver plantés en 1916. Ces arbres sont classés en tant qu'arbres remarquables de Wallonie pour leurs dimensions exceptionnelles. En 2001, leur hauteur était de 48 mètres et leur circonférence de 411 centimètres à 1,5 mètre).

##### Mare aux joncs
Il s'agit d'une mare située dans la forêt de la Vêcquée le long de l'avenue du Ban. Plusieurs croyances populaires sont rattachées à cette mare.

##### Chapeau chinois
Il s'agit de la tourelle d'un puits situé dans la forêt de la Vêcquée. À l'origine cette tourelle était couverte d'un toit en pierre de taille dont la forme peut rappeler celle d'un chapeau chinois. Actuellement, le toit ne recouvre plus la tourelle mais est déposé au sol.

##### Source du père Antoine
Le long de la route de Rotheux, dans la forêt de la Vecquée jaillit de terre une source servant de lieu de souvenir aux Antoinistes et à laquelle certaines personnes prêtent des vertus thérapeutiques.

#### Faune forestière
Les forêts sérésiennes accueillent une faune diversifiée, dont :
Mammifères : sanglier, chevreuil, mouflon, blaireau, renard, chat haret, raton laveur, fouine, écureuil, chauves-souris, putois, castor, chat sauvage, muscardin ;
Poissons : truite fario,
Oiseaux : héron cendré, pinson des arbres, mésange charbonnière, mésange bleue, mésange à longue queue, rouge gorge, pigeon ramier, pic noir, pic mar,
Batraciens : grenouille rousse, grenouille verte, crapaud commun, crapaud calamite, triton crêté, triton palmé, triton ponctué, salamandre commune,
Reptiles : orvet commun,
Insectes : lucane cerf-volant.

#### Flore forestière
Strate arborée : hêtre commun, chêne pédonculé, chêne sessile, chêne rouge d'Amérique, aulne glutineux, frêne commun, saule, peuplier, érable sycomore, érable champêtre, tulipier de Virginie, bouleau verruqueux, sorbier des oiseleurs, charme, merisier, robinier faux-acacia, douglas, épicéa commun, épicéa de Sitka, pin sylvestre, pin de Weymouth, pin noir de Corde, pin noir d'Autriche, sapin de Vancouver, sapin de Nordmann, sapin pectiné, cryptoméria du Japon, cyprès de Lawson, mélèze du Japon, mélèze d'Europe, mélèze hybride, tsuga, thuya géant, séquoia géant,
Strate arbustive : cornouiller sanguin, sureau noir, sureau rouge, aubépine, pommier sauvage, noisetier, houx,
Strate herbacée : anémone sylvie, hottonie des marais, muguet, lierre grimpant,
Espèces invasives : érable jaspé, cerisier tardif, balsamine de l'Himalaya, renouée du Japon,

#### Natura 2000- Site BE33013 «Bois de la Neuville et de la Vecquée»
Le site Natura 2000 « Bois de la Neuville et de la Vecquée » couvre une superficie de 381,24 hectares et s'étendant sur les territoires de Flémalle, Neupré et Seraing. La majeure partie du site se trouve sur le plateau forestier de la Vecquée à Seraing. Les autres zones étant principalement des vallons de cours d'eau ainsi que des prairies de fauche maigres. La réserve du plateau des sources est entièrement reprise dans périmètre du site Natura 2000.
Le site Natura 2000 reprend 9 unités de gestion, majoritairement forestières.
Les espèces concernées par ce site Natura 2000 sont le Chabot, trois espèces de chauves-souris (Petit rhinolophe, Grand rhinolophe, Vespertillon des marais), la Bondrée apivore, la Bécassine des marais, le Martin pêcheur d'Europe, le Pic mar, le Pic noir.

## Démographie

### Démographie: Avant la fusion des communes
- Source: DGS recensements population

### Démographie (Communes fusionnées)
En tenant compte des anciennes communes entraînées dans la fusion de communes de 1977, on peut dresser l'évolution suivante:
Les chiffres des années 1831 à 1970 tiennent compte des chiffres des anciennes communes fusionnées.
- Source: DGS, de 1831 à 1981=recensements population; à partir de 1990 = nombre d'habitants chaque 1er janvier[1]

## Histoire

### Origines et étymologie
La création de Seraing n'est pas vraiment déterminée dans le temps. Certains font remonter sa fondation à l'antiquité, d'autres à l'époque gallo-romaine ou franque d'où serait originaire le nom, Seranus, lié aux Cérésiens identifiés parmi les troupes de César.
La première forme écrite remonte au 9 mars 956 où la cartulaire de l'Abbaye de Saint-Trond révèle la donation d'une exploitation agricole : la « Villa Saran » en Comté de Huy (Pays de Hesbaye).
On retrouve une autre forme écrite datée de 1082, par Thierry 1er, Abbé de Saint-Hubert, à l'Évêque de Liège, Henri de Verdun, qui le reçut dans une gracieuse maison à Seranus.
Au fil de l'histoire d'autres orthographes apparurent comme Serang (1147), Serayng (1151), Sereng (1246), Serangne (1298) et Serey (1598), c'est aux environs du XVIIe siècle et du XVIIIe siècle que l'on rencontre dans les documents la dénomination Seraing et aussi Serain.
C'est seulement le 23 décembre 1800 que le conseil municipal adopte Seraing comme orthographe.
La forme néerlandaise (1931) Seraing-aan-de-Maas n'est plus utilisée.

### Principauté épiscopale de Liège

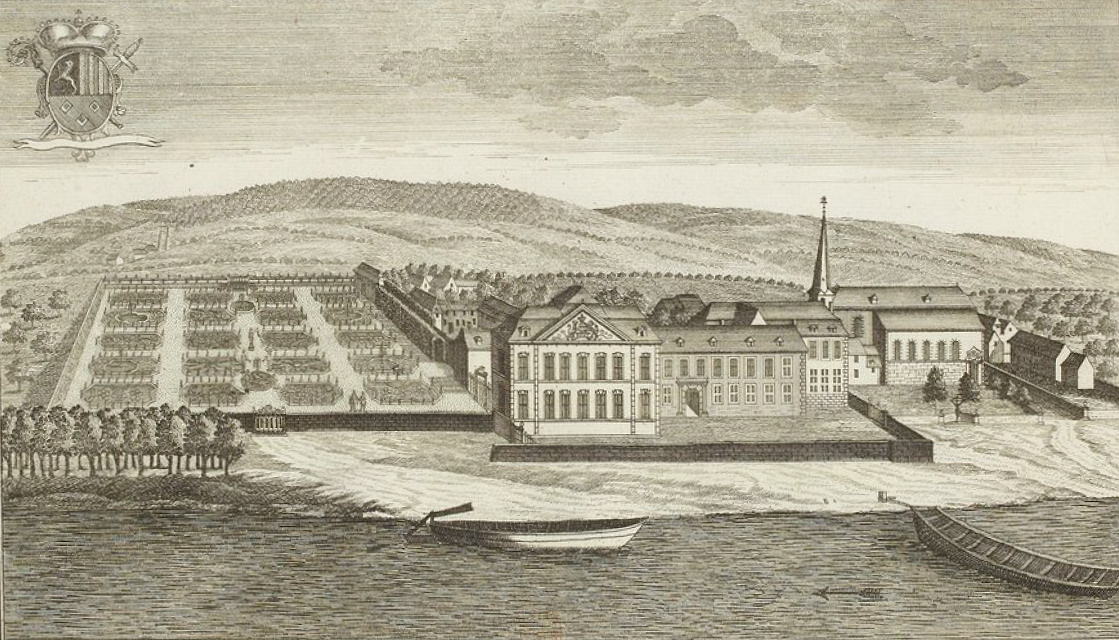
Dessin du château de Seraing au XVIIIe siècle, alors résidence de chasse des princes évêques.

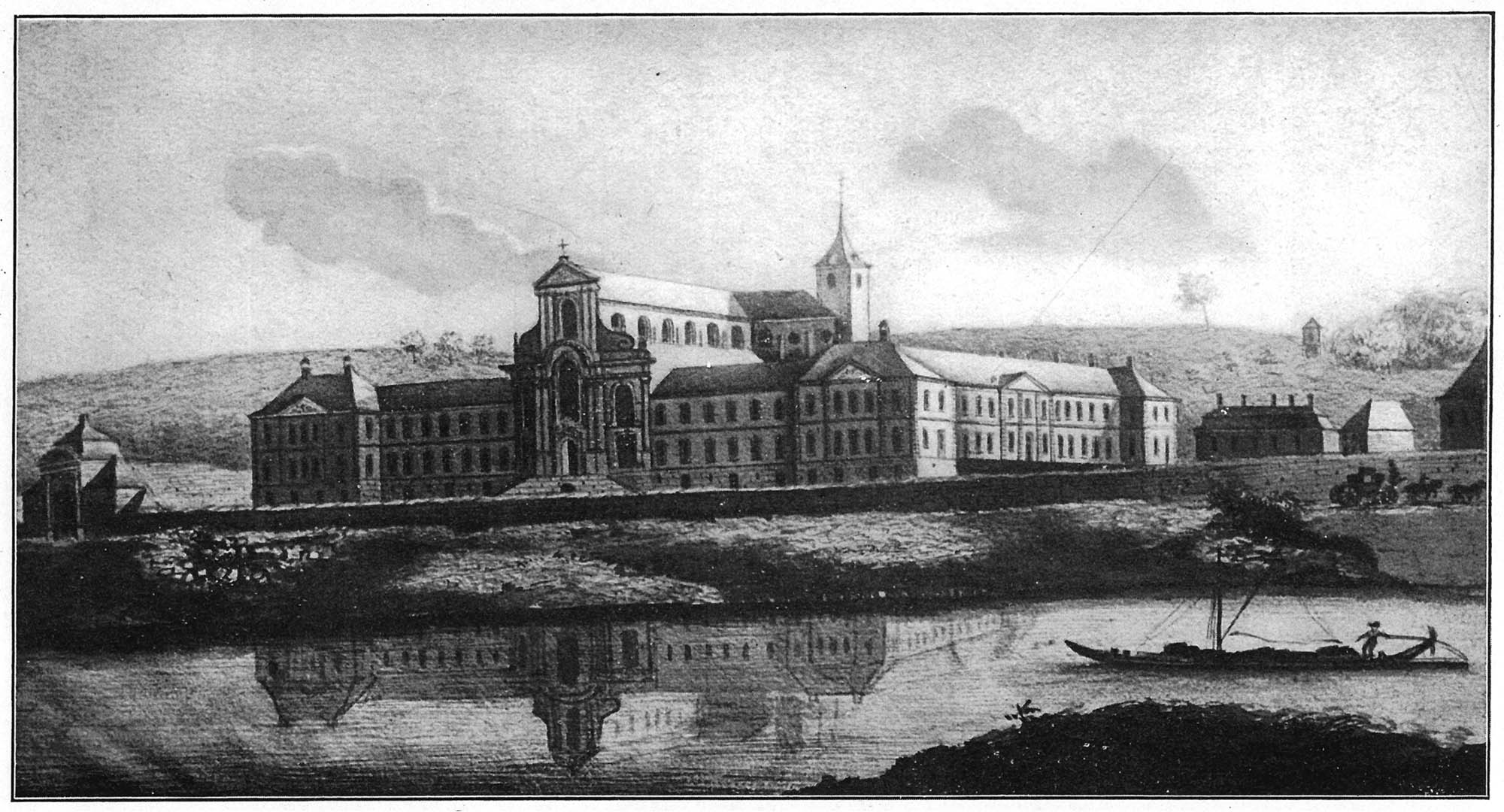
Dessin de l'abbaye du Val-Saint-Lambert (1751-1765).

On peut supposer que le territoire de l'actuel Seraing se trouvait dans ce Comté de Huy dont la Principauté de Liège fit acquisition en 985.
C'est donc, vu la proximité, tout à fait logique que l'actuel territoire de la commune de Seraing fasse partie de la Principauté de Liège mais il faut tout même préciser que le territoire de l'ancienne commune d'Ougrée (actuels Ougrée et Sclessin) était une enclave de la Principauté de Stavelot-Malmedy et ça jusqu'en 1768. Les territoires des anciennes communes de Boncelles, Jemeppe-sur-Meuse et de Seraing faisaient eux partie de la principauté épiscopale liégeoise.
Au cours des 810 ans d'histoire que connut Seraing au sein de la Principauté épiscopale, se sont principalement érigées l'Abbaye du Val-Saint-Lambert en 1202 et une résidence de chasse en 1288 pour les princes-évêques.
L'abbaye du Val-Saint-Lambert fut construite par les moines de Signy grâce à l'offre des terres du dit lieu du « Val-Saint-Lambert » par le Prince-évêque, Hugues de Pierrepont. Tandis que la résidence de chasse a été érigée à Seraing en raison de l'existence de zones de chasse boisées mais aussi en raison de la proximité de l'Abbaye du Val-Saint-Lambert. Au XVIIIe siècle, cette résidence fut aménagée en palais et devint la résidence d'été des Princes-évêques de Liège.
De 1789 à 1795, éclata la révolution liégeoise car le prince évêque Hoensbroeck tenta de défaire les réformes progressistes de Velbrück, son prédécesseur, en rétablissant tous les privilèges du clergé et de la noblesse. Il ne partageait pas les aspirations libérales du tiers état, ce qui le rendit très impopulaire.
Les Liégeois le nommèrent le « tyran de Seraing », du nom du lieu où se trouvait le résidence d'été des princes-évêques.
Lors de cette révolution, certains édifices religieux tels que la cathédrale Saint-Lambert et l'Abbaye du Val-Saint-Lambert ne furent pas épargnées des pillages et destructions, les moines en furent expulsés en 1796.

### Seraing dans la révolution industrielle

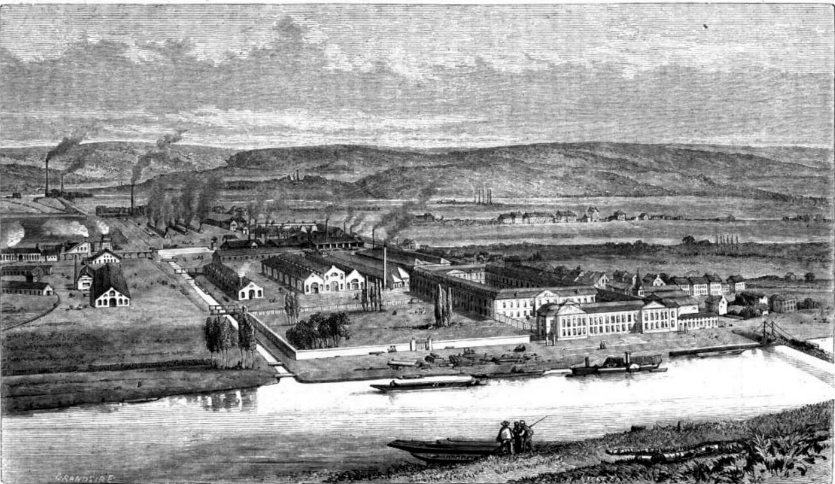
Vue des établissements John Cockerill au début du XIXe siècle.

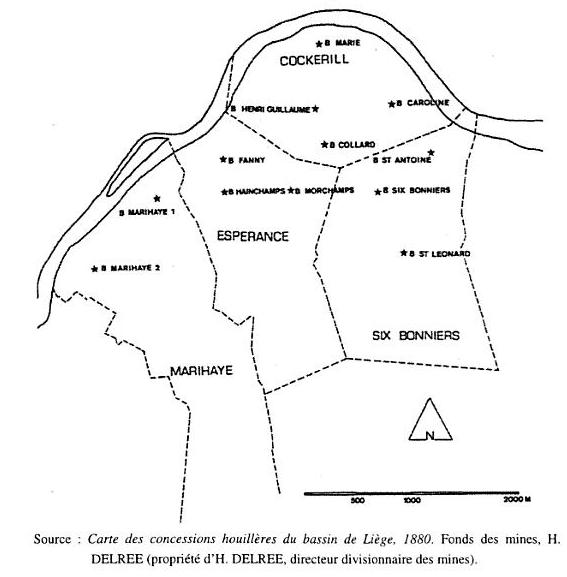
Carte des concessions sur le territoire de Seraing en 1880. De gauche à droite : Marihaye, Espérance, John Cockerill et Six-Bonniers.

Victor Hugo qui a l'habitude des voyages qui le mènent à travers l'Europe, s'arrête ébahi aux portes de Liège, du côté de Seraing, aux alentours de 1842 : « Figure extraordinaire et effrayante que prend le paysage à la nuit tombée. — Ce que l'auteur voit eût semblé à Virgile le Tartare et à Dante l’Enfer. »:

« Cependant le soir vient, le vent tombe, les prés, les buissons et les arbres se taisent, on n'entend plus que le bruit de l’eau. L'intérieur des maisons s'éclaire vaguement ; les objets s'effacent comme dans une fumée ; les voyageurs bâillent à qui mieux mieux dans la voiture en disant : Nous serons à Liège dans une heure. C'est dans ce moment-là que le paysage prend tout à coup un aspect extraordinaire. Là-bas, dans les futaies, au pied des collines brunes et velues de l'occident, deux rondes prunelles de feu éclatent et resplendissent comme des yeux de tigre. Ici, au bord de la route, voici un effrayant chandelier de quatre-vingts pieds de haut qui flambe dans le paysage et qui jette sur les rochers, les forêts et les ravins, des réverbérations sinistres. Plus loin, à l'entrée de cette vallée enfouie dans l'ombre, il y a une gueule pleine de braise qui s’ouvre et se ferme brusquement et d'où sort par instants avec d'affreux hoquets une langue de flamme.
Ce sont les usines qui s'allument.
Quand on a passé le lieu appelé la Petite-Flemalle, la chose devient inexprimable et vraiment magnifique. Toute la vallée semble trouée de cratères en éruption. Quelques-uns dégorgent derrière les taillis des tourbillons de vapeur écarlate étoilée d'étincelles ; d'autres dessinent lugubrement sur un fond rouge la noire silhouette des villages ; ailleurs les flammes apparaissent à travers les crevasses d’un groupe d’édifices. On croirait qu'une armée ennemie vient de traverser le pays, et que vingt bourgs mis à sac vous offrent à la fois dans cette nuit ténébreuse tous les aspects et toutes les phases de l'incendie, ceux-là embrasés, ceux-ci fumants, les autres flamboyants.
Ce spectacle de guerre est donné par la paix ; cette copie effroyable de la dévastation est faite par l’industrie. Vous avez tout simplement là sous les yeux les hauts fourneaux de M. Cockerill. »

et plus loin,

« Liège n'a plus l'énorme cathédrale des princes-évêques bâtie en l'an 1000, et démolie en 1795 par on ne sait qui ; mais elle a l'usine de M. Cockerill. »

Le Rhin, lettres à un ami, Lettre VII, Victor Hugo, 1842
En effet, déjà vers la fin du XVIIIe siècle, plusieurs mines ouvrirent grâce à la découverte de charbon à Ougrée le village rural va progressivement se transformer en ville industrielle, avec la fondation de la Fabrique de Fer d'Ougrée en 1809.
En 1815, Seraing appartient au royaume uni des Pays-Bas et son souverain Guillaume Ier des Pays-Bas, s'investit pour la région liégeoise puisqu'après avoir fondé l'Université de Liège en 1817, le roi fait venir John Cockerill et son frère Charles James dans le but d'exploiter le bassin liégeois.
Le roi Guillaume leurs vendu l'ancienne Résidence d'été des Princes-évêques de Liège qui était devenu un hôpital pour les troupes napoléoniennes, pour un prix symbolique et pour qu'ils y installent leurs usines métallurgiques ce qui fera de Seraing la ville de l'acier.
Le même roi va attirer le chimiste François Kemlin et le polytechnicien Auguste Lelièvre, formés aux cristalleries de Vonêche pour créer dans le château et l'ancienne Abbaye cistercienne du Val-Saint-Lambert, les célèbres cristalleries.

### Charbonnages et sidérurgie

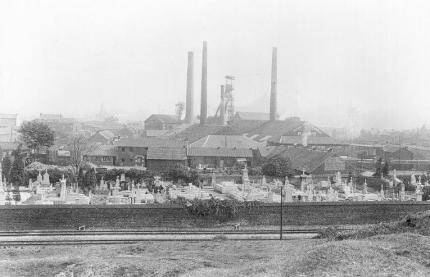
Ancien charbonnage du Kessales à Jemeppe-sur-Meuse.

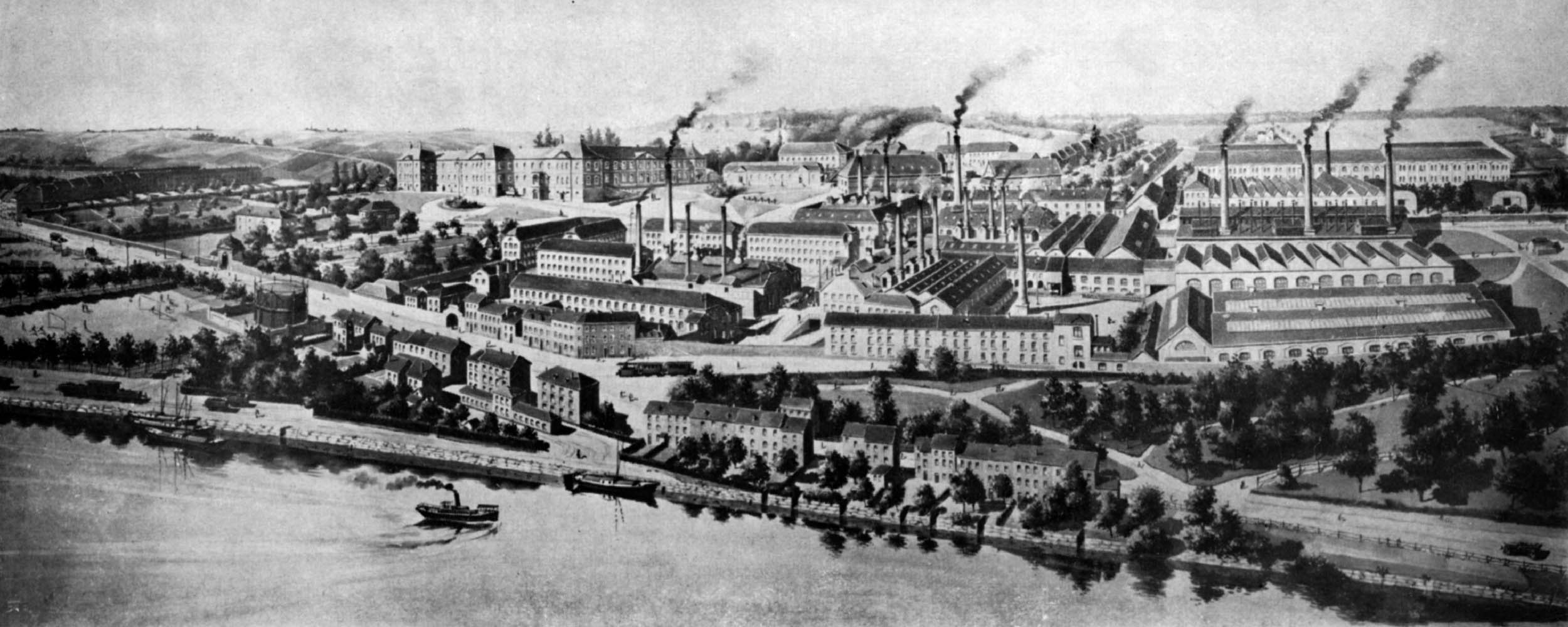
Dessin du quartier du Val-Saint-Lambert et de sa cristallerie (l'ancienne abbaye du Val-Saint-Lambert) et de ses usines en 1926.

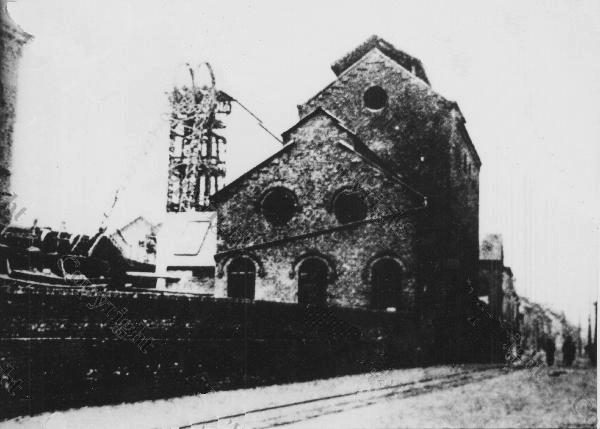
Ancien charbonnage du Many à Seraing.

La Wallonie est, après l'Angleterre, la première région du continent à connaître la révolution industrielle.
L'actuelle ville de Seraing comptait autrefois 13 charbonnages dont 9 à Seraing (Boverie, Caroline, Colard (grand), Fanny, Many, Marie, Saint-Antoine, Six Bonniers, Vieille Marihaye), 3 à Jemeppe-sur-Meuse (Grands Makets, Kessales/Kessels, Bon Buveur) et 1 à Ougrée (Ougrée) qui étaient gérés par 3 sociétés (Ougrée-Marihaye, Société John Cockerill, Charbonnage de Gosson-Kessales).
La première société qui décida d'exploiter les terres de l'actuel Seraing fut la Fabrique de Fer d'Ougrée, entreprises familiale fondé par les Lamarche en 1809, suivie des frères Cockerill qui ouvrirent en 1821 le tout premier haut-fourneau à coke connu alors de la Province de Liège et c'est vers 1823 que l'établissement commence à grandir, lorsque John Cockerill en devient le seul propriétaire par la cession de son frère Charles-James, les établissements Cockerill deviennent une référence d'entreprise mais qui sera freiné par la révolution belge en 1830.
En 1840, John Cockerill meurt de la fièvre typhoïde à Varsovie, deux ans après la Société Anonyme John Cockerill voit le jour, qui sera aux alentours de 1850, l'usine la plus importante du monde, et la société concourt de manière à faire de la Belgique la deuxième puissance économique du monde, derrière le Royaume-Uni. 4 200 ouvriers y sont employés.
Une autre société fut fondée en 1834, la Société des Charbonnages et Hauts-Fourneaux d'Ougrée qui, outre l'activité charbonnière, développe une activité de cockerie et de production de fonte, ainsi que divers produits finis. Deux hauts-fourneaux sont construits en 1836, complétés plus tard de deux autres.
En 1880, cette Société possédait une concession au sud-ouest de Liège, principalement sur le territoire de l'actuelle commune de Seraing, dans une moindre mesure Liège, Flémalle et Ivoz-Ramet. La partie orientale (Ougrée) était séparée de la partie occidentale (Val Saint-Lambert) par la concession de la Société anonyme John Cockerill (sous le centre de Seraing),.
En 1892, la Fabrique de Fer d'Ougrée et la Société des Charbonnages et Hauts-Fourneaux d'Ougrée fusionnèrent et formèrent la Société anonyme d'Ougrée, celle-ci devient la Société anonyme d'Ougrée-Marihaye en fusionnant avec les Charbonnages de Marihaye.
C'est alors que la sidérurgie dans l'actuelle commune de Seraing était dominée par deux sociétés, la Société anonyme d'Ougrée-Marihaye et la Société Anonyme John Cockerill.
La Société Anonyme John Cockerill dont la concession charbonnière voisinait la concession de la Société anonyme d'Ougrée-Marihaye, qui se trouvait à l'ouest et à l'est. Alors qu'au nord, soit principalement à Jemeppe-sur-Meuse, se trouvaient les concessions de la Société anonyme des Charbonnages de Gosson-Kessales, qui détenait les trois mines de Jemeppe-sur-Meuse (Grands Makets, Kessales/Kessels, Bon Buveur).
Mais après la Seconde Guerre mondiale, la main-d'œuvre pour l'exploitation des mines se faisait rare et le 23 juin 1946, fut signé, à Rome, le protocole d'accord économique entre l'Italie et la Belgique, prévoyant l'envoi de 50 000 travailleurs italiens contre l'approvisionnement de trois millions de tonnes de charbon annuel, des travailleurs qui iront entrèrent le charbon des mines belges, ce qui explique le nombre important de Belges d'origine italienne, que l'on peut trouver dans les zones industrielles belges comme Seraing.

### Déclin du charbonnage et de la sidérurgie

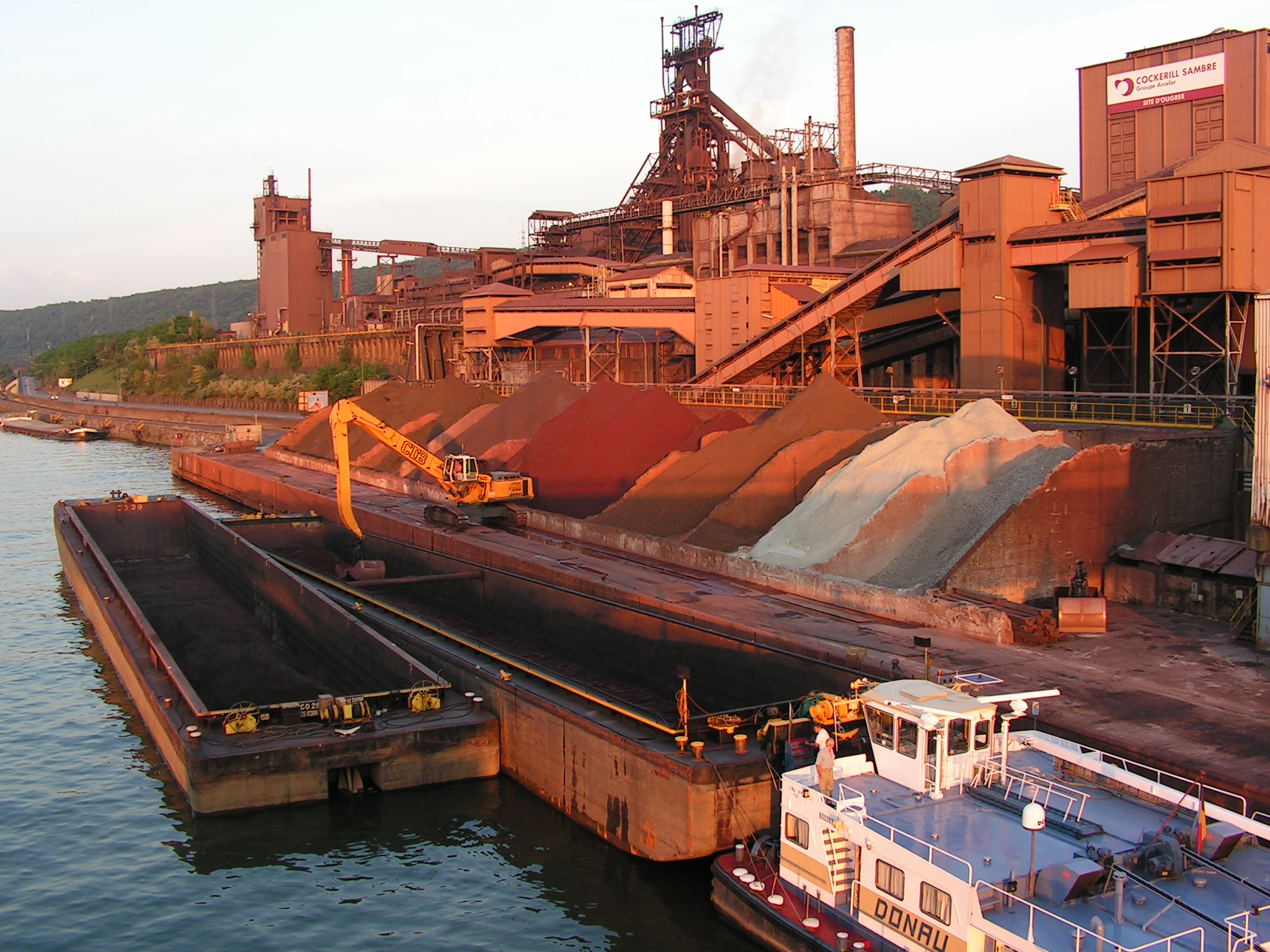
Haut-fourneau B d'Ougrée arrêté définitivement en 2011.

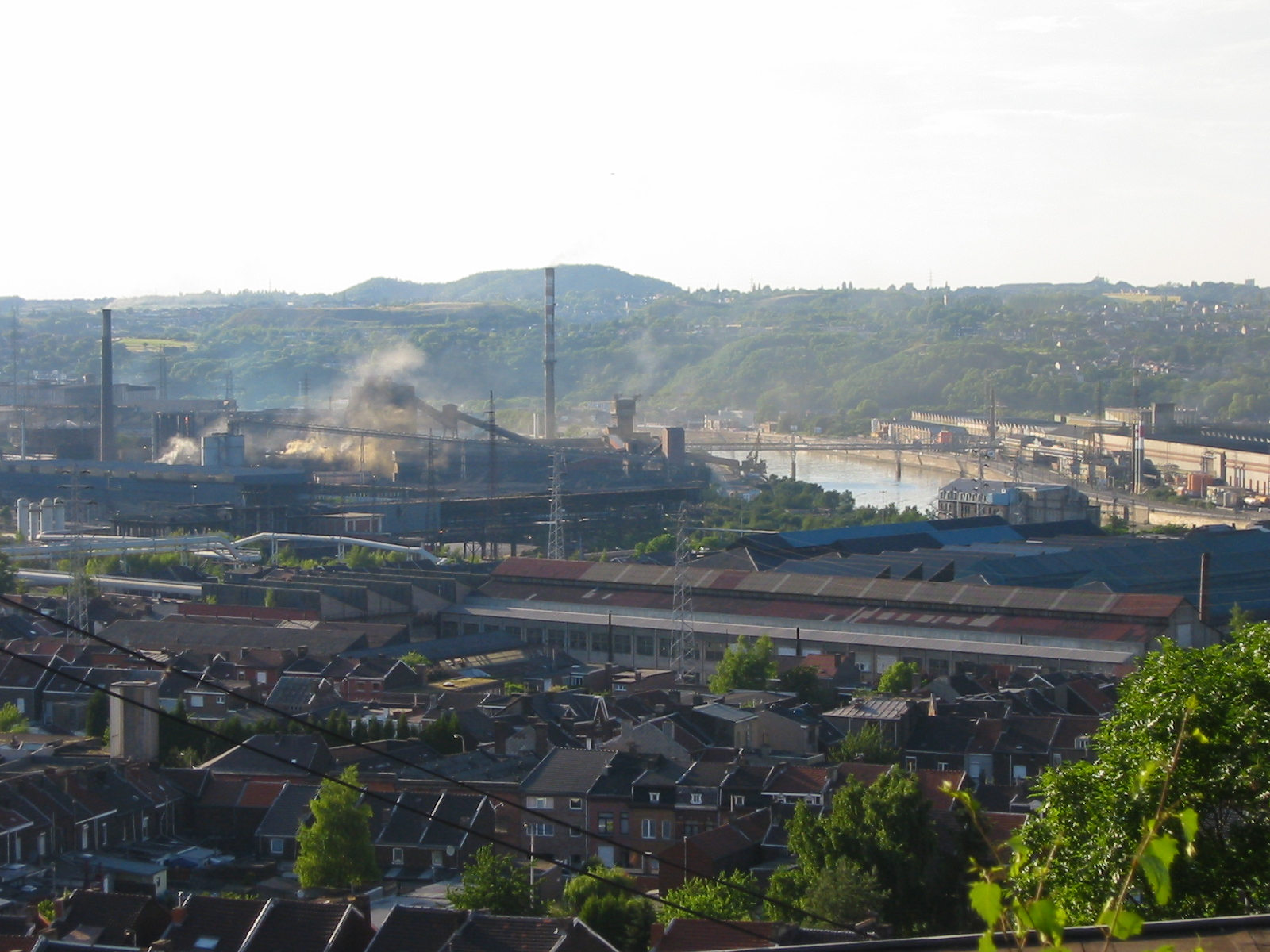
Ougrée et sa cokerie.

En 1953, une catastrophe marqua Seraing, en effet, une explosion dans le charbonnage Le Many fit 26 morts à cause d'un coup de grisou provoqué par une lampe défectueuse.
En 1955, la Société anonyme d'Ougrée-Marihaye et la Société Anonyme John Cockerill ainsi que Ferblatil fusionne, ils fermeront leurs derniers sièges d'extraction, et prirent l'appellation Cockerill-Ougrée. Le Charbonnage Colard exploita dès lors seul l'ensemble de la concession, et cessa ses activités en 1976, c'est la fin du charbonnage à Seraing.
Les années 1970 furent marquées par la fusion des sociétés Cockerill-Ougrée-Providence et Espérance-Longdoz qui donneront le nom Cockerill qui décida d'arrêter définitivement les Hauts-Fourneaux 3 et 4, par après la société décida d'arrêter définitivement la cokerie d'Ougrée, mais cette décennie fut aussi marqué par la fusion des communes en 1977 et ainsi Seraing, Jemeppe-sur-Meuse, Ougrée (qui est séparé de son quartier Sclessin, qui rejoint quant à lui Liège) et Boncelles formeront l'actuelle commune de Seraing.
En 1981, la création officielle de la Société anonyme Cockerill-Sambre, par fusion des sociétés sidérurgiques des bassins de Liège et du Hainaut décide de fermer définitivement le Haut-Fourneau 5 et l'aciérie de Seraing respectivement en 1982 et 1984.
En 1999, Cockerill-Sambre fait alliance avec Usinor qui ferma le Haut-Fourneau 6 de Seraing. Usinor fusionne en 2001 avec Arbed et Aceralia, donnant naissance à Arcelor. Ce dernier fusionne en 2006 avec Mittal Steel Company et donnera le nom d'ArcelorMittal, entreprise qui en 2008 redémarra le haut-fourneau 6 de Seraing mais le referma six mois plus tard, ferma en 2009 le haut-fourneau B d'Ougrée puis le redémarra en 2010 puis ferma de façons définitive le haut-fourneau B, et de l'ensemble de la phase à chaud, sauf la cokerie d'Ougrée. Celle-ci s'arrêta finalement en 2014, synonyme de la mort de la sidérurgie intégrée à Liège et dans sa banlieue.

### Catastrophes

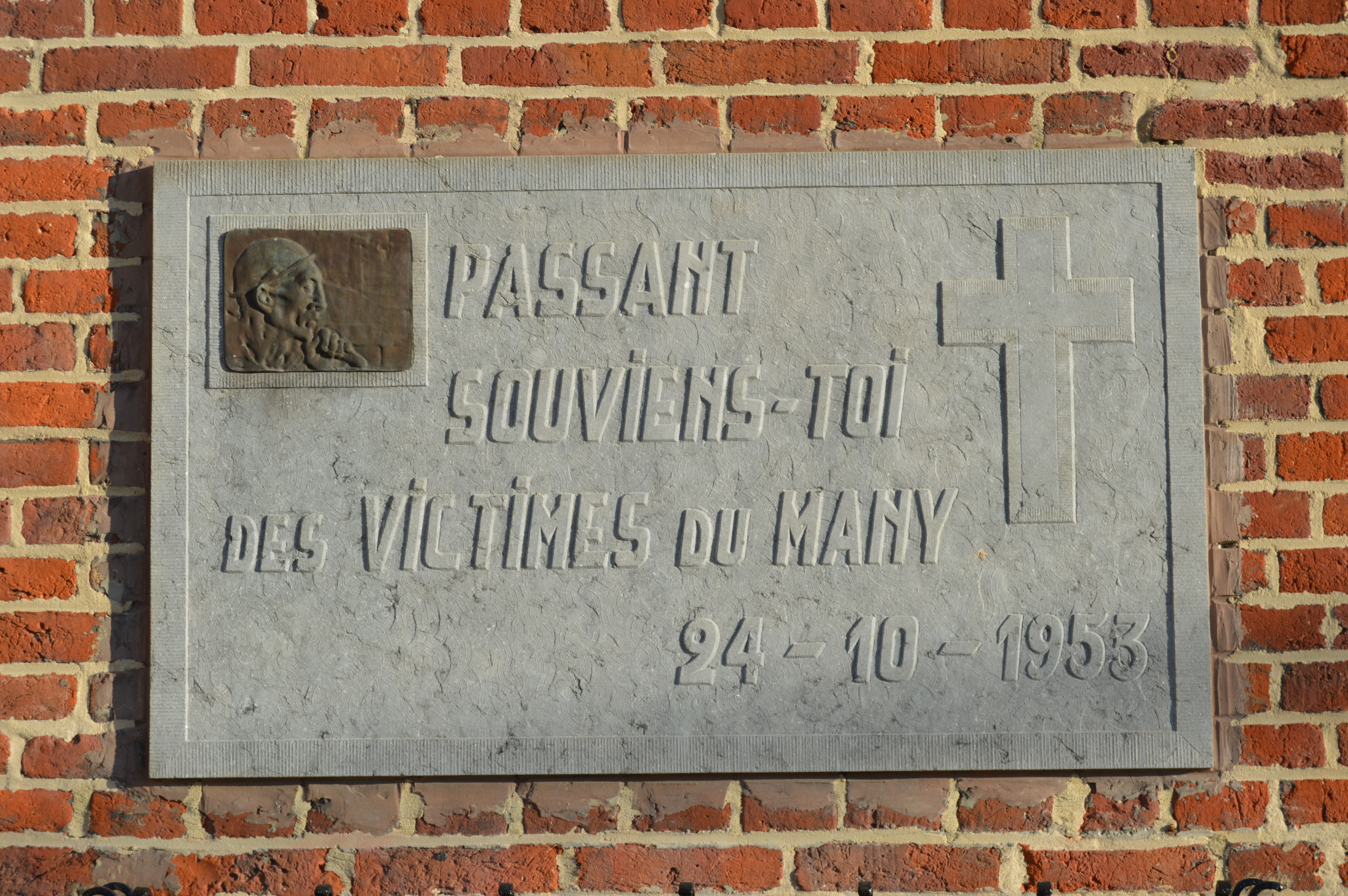
Plaque commémorative de la catastrophe du Many sur l'église au Val-Saint-Lambert.

- 24 octobre 1953 — La catastrophe minière du charbonnage Le Many à Seraing fait 26 morts à cause d'un coup de grisou provoqué par une lampe défectueuse[14].
- 22 octobre 2002 — Explosion à la cokerie d'Ougrée (Belgique) de l'entreprise Cockerill Sambre (Arcelor) : trois morts et une trentaine de blessés.
- 6 février 2005 — Incendie sur un site Seveso à Seraing (Belgique) (usine Chimac Agriphar de phytosanitaires)[15],[16].

## Héraldique
|  | La ville possède des armoiries, les mêmes qui étaient en fait portées, au XIIIe siècle, par le chevalier Thierry Hustin de Seraing. Blasonnement : Parti : D'argent à un sautoir de gueules cantonné de quatre lions de sable - Arrêté royal : 21 juillet 1923 |

## Politique et administration

### Liste des bourgmestres

#### Bourgmestres de la ville de Seraing (depuis la fusion des communes)
- 1977-1988 : Guy Mathot (PS)
- 1988-1993 : Gaston Onkelinx (PS)
- 1994-2000 : Jacques Vandebosch (PS)
- 2000-2005 : Guy Mathot (PS)
- 2005-2006 : Jacques Vandebosch (PS)
- 2006-2018 : Alain Mathot (PS)
- 2018-2023 : Francis Bekaert (PS)
- 2023- : Déborah Géradon (PS)

| Collège communal  |                   |    |
| ----------------- | ----------------- | -- |
| Bourgmestre       | Déborah Géradon   | PS |
| 1er Échevin       | Alain Decerf      | PS |
| 2e Échevin        | Philippe Grosjean | PS |
| 3e Échevine       | Julie Geldof      | PS |
| 4e Échevine       | Patricia Stassen  | PS |
| 5e Échevine       | Kim Haeyen        | PS |
| 6e Échevin        | Robert Rouzeeuw   | PS |
| 7e Échevin        | Bünyamin Tokak    | PS |
| Président du CPAS | Eric Vanbrabant   | PS |

### Composition du Conseil communal
| Parti                                      | Sigle | Sigle | Sigle | Sigle | Élus | Groupe     |
| ------------------------------------------ | ----- | ----- | ----- | ----- | ---- | ---------- |
| Majorité (20 sièges)                       |       |       |       |       |      |            |
| Parti socialiste                           |       |       |       | PS    | 20   | Socialiste |
| Opposition (19 sièges)                     |       |       |       |       |      |            |
| Parti du travail de Belgique               |       |       |       | PTB   | 10   | PTB        |
| Ensemble pour Seraing, MR Les Engagés DéFI |       |       |       | ENS   | 8    | mixte      |
| Ecolo                                      |       |       |       | Ecolo | 1    | Ecolo      |

### Jumelages
La ville de Seraing est jumelée avec :
- Douai (France) depuis 1964 ;
- Rimini (Italie) depuis 1976 ;
- Châtel (France) depuis le 3 septembre 2001.

## Patrimoine et culture

### Patrimoine architectural et sites

#### Château de Seraing
Le château de Seraing est un château construit, à partir d'une résidence de chasse, entre le XVIIIe siècle et le XIXe siècle pour en faire la Résidence d'été des Princes-évêques de Liège.
Le château garda le titre de Résidence d'été des Princes-évêques de Liège jusqu'à la fin du XVIIIe siècle où le palais situé en bordure de Meuse est transformé en hôpital pour les troupes napoléoniennes puis devient le siège de la Sénatorerie de Liège et enfin sert de magasin à poudre. Il devient après 1815 la propriété du roi Guillaume Ier des Pays-Bas, qui le vend en 1817 aux frères James et John Cockerill ; John Cockerill en devient l'unique propriétaire en 1823. Le palais abrite aujourd'hui les bureaux de l'entreprise Cockerill Maintenance & Ingénierie.
L'édifice est Patrimoine classé de la Wallonie.

#### Abbaye et Cristalleries du Val-Saint-Lambert

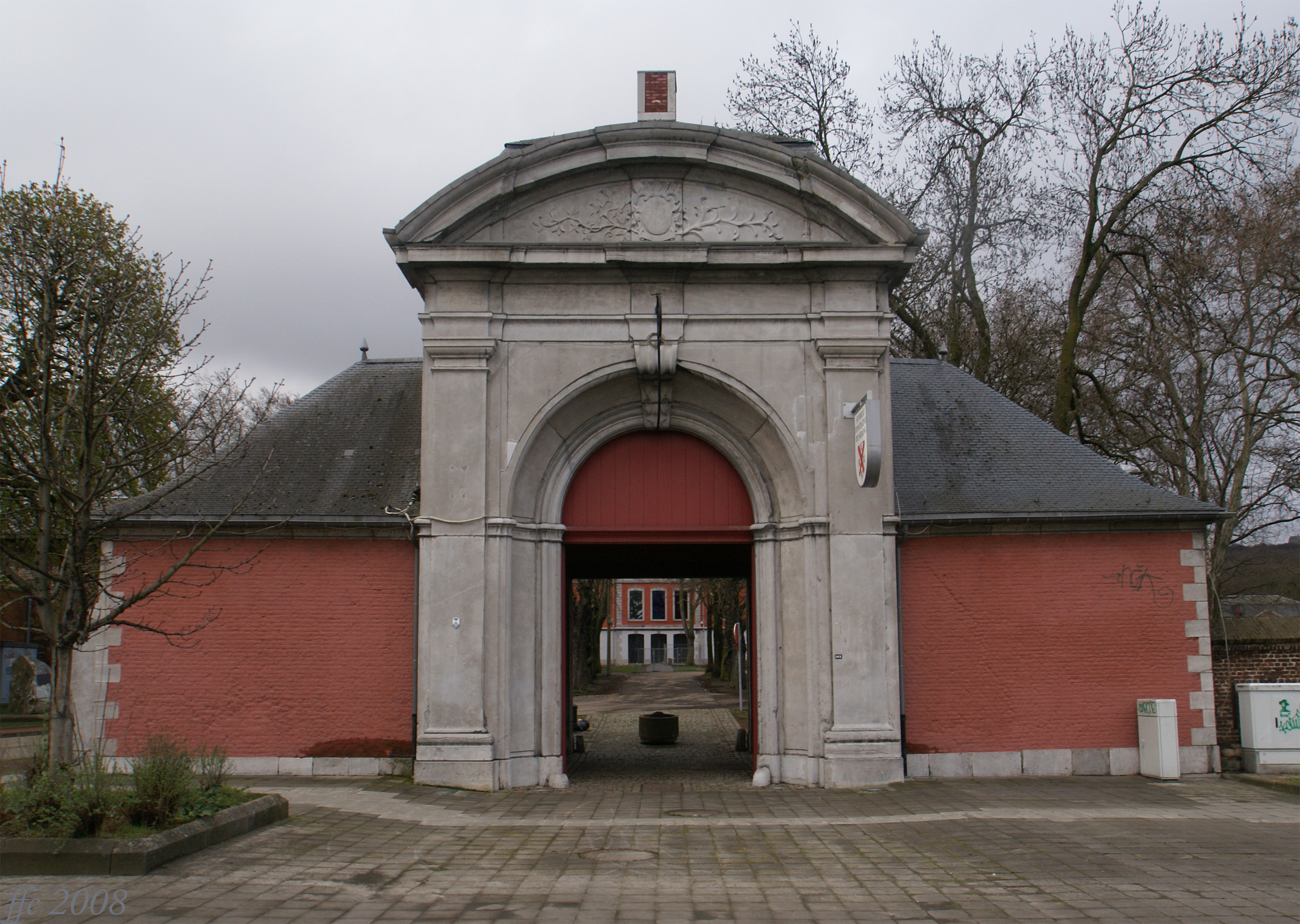
L'ancien portail, actuellement bureau de tourisme de la ville de Seraing.

L'abbaye du Val-Saint-Lambert est une abbaye fondée en 1202 par ordre du prince évêque, Hugues de Pierrepont qui donna des terres aux moines de Signy.
L'abbaye fut partiellement détruite et les moines furent expulsés lors de la Révolution liégeoise en 1789 où le peuple se souleva contre le pouvoir ecclésiastique et contre donc les édifices religieux.
Par après, en 1826, l'abbaye devient une cristallerie par ordre de Guillaume Ier des Pays-Bas, la Cristalleries du Val-Saint-Lambert qui devra sa réputation internationale grâce notamment au chimiste François Kemlin et le polytechnicien Auguste Lelièvre.
L'édifice est aujourd'hui toujours une cristallerie et est classé Patrimoine exceptionnel de Wallonie.

### Culture

#### Religion

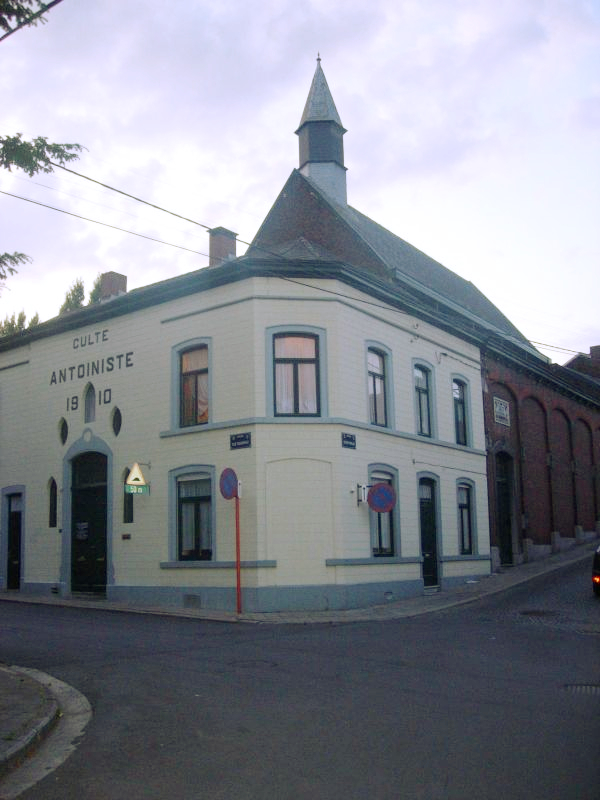
Le premier temple antoiniste, celui de Jemeppe-sur-Meuse, fut consacré par Antoine en 1910.

Seraing ayant, comme l'Europe, un passé chrétien, on trouve aujourd'hui plusieurs édifices dédié à l'Église catholique mais on trouve également un temple pour l'Église protestante et une Église orthodoxe. Il existe une maison de la laïcité.
La ville de Seraing est le lieu de fondation du culte antoiniste à Jemeppe-sur-Meuse par le flémallois Louis-Joseph Antoine en 1910. Principalement actif en Belgique et en France, le mouvement religieux se caractérise par une structure décentralisée, des rites simples, une discrétion et une tolérance vis-à-vis des autres croyances, autant d'éléments qui ont amené le sociologue Régis Dericquebourg à estimer que, tant dans sa forme que dans son style, l'antoinisme apparaît « très original ». Avec un total de 64 temples, plus de quarante salles de lecture à travers le monde et des milliers de membres, il reste la seule religion née en Belgique dont la renommée et le succès ont dépassé les frontières du pays,.

#### Musique
- Fabrizio Cassol (saxophoniste).
- Rudy Lenners (batteur).
- Sal La Rocca (contrebassiste).

#### Musée
Une autre tour, la tour d'Air, qui est le symbole du centre didactique qui porte son nom, est la dernière partie visible, avec la porte d'entrée, du fort de Boncelles. En août 2010 une esplanade de blindés fut créée à quelques mètres de la tour avec de nombreux véhicules qui seront rejoints au fil du temps par d'autres chars dont un Sherman M4, témoin rescapé des batailles qui ont eu lieu sur le territoire belge pendant la Seconde Guerre mondiale.

#### Sculptures

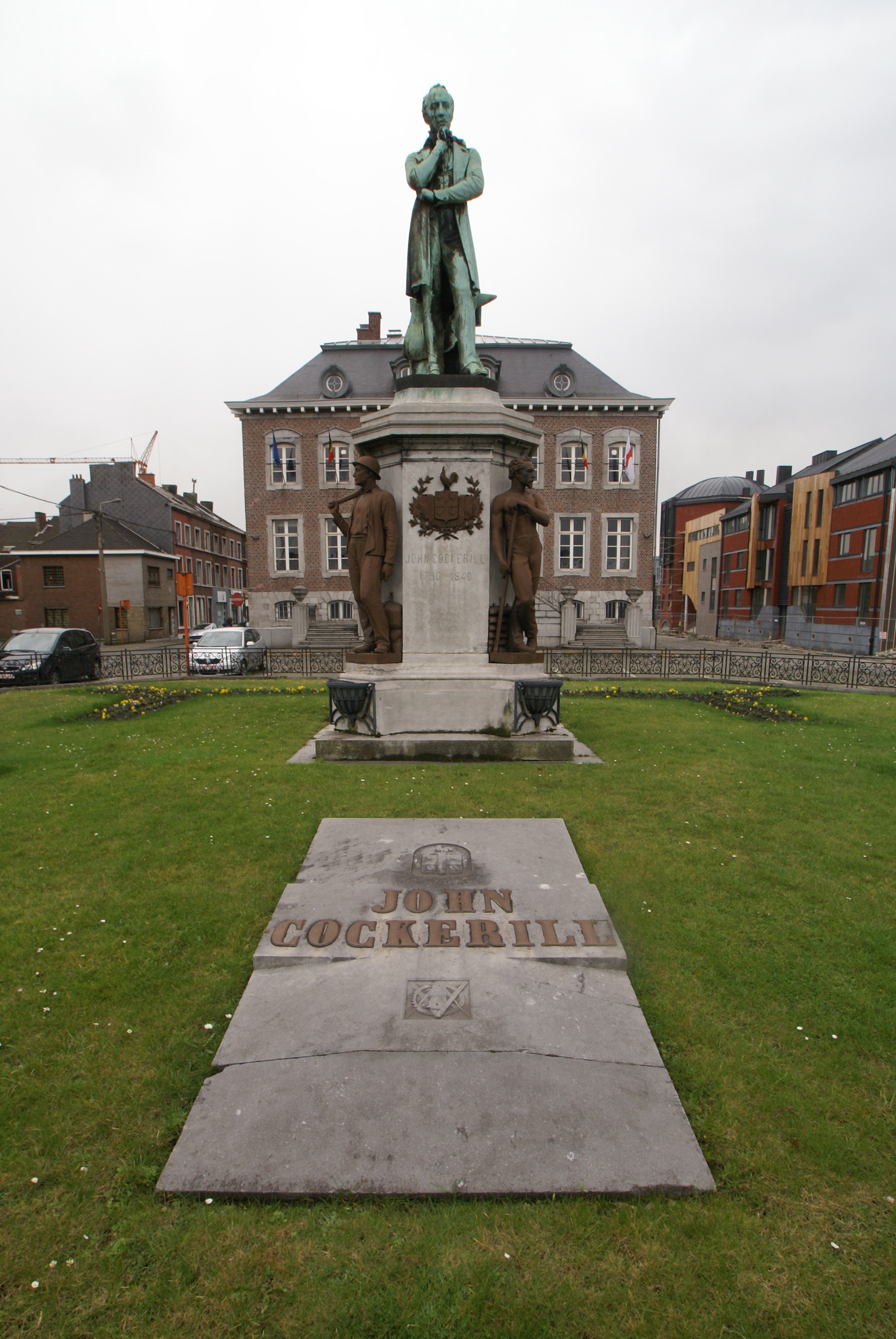
Statue et tombe de John Cockerill devant l'Hôtel de ville de Seraing.

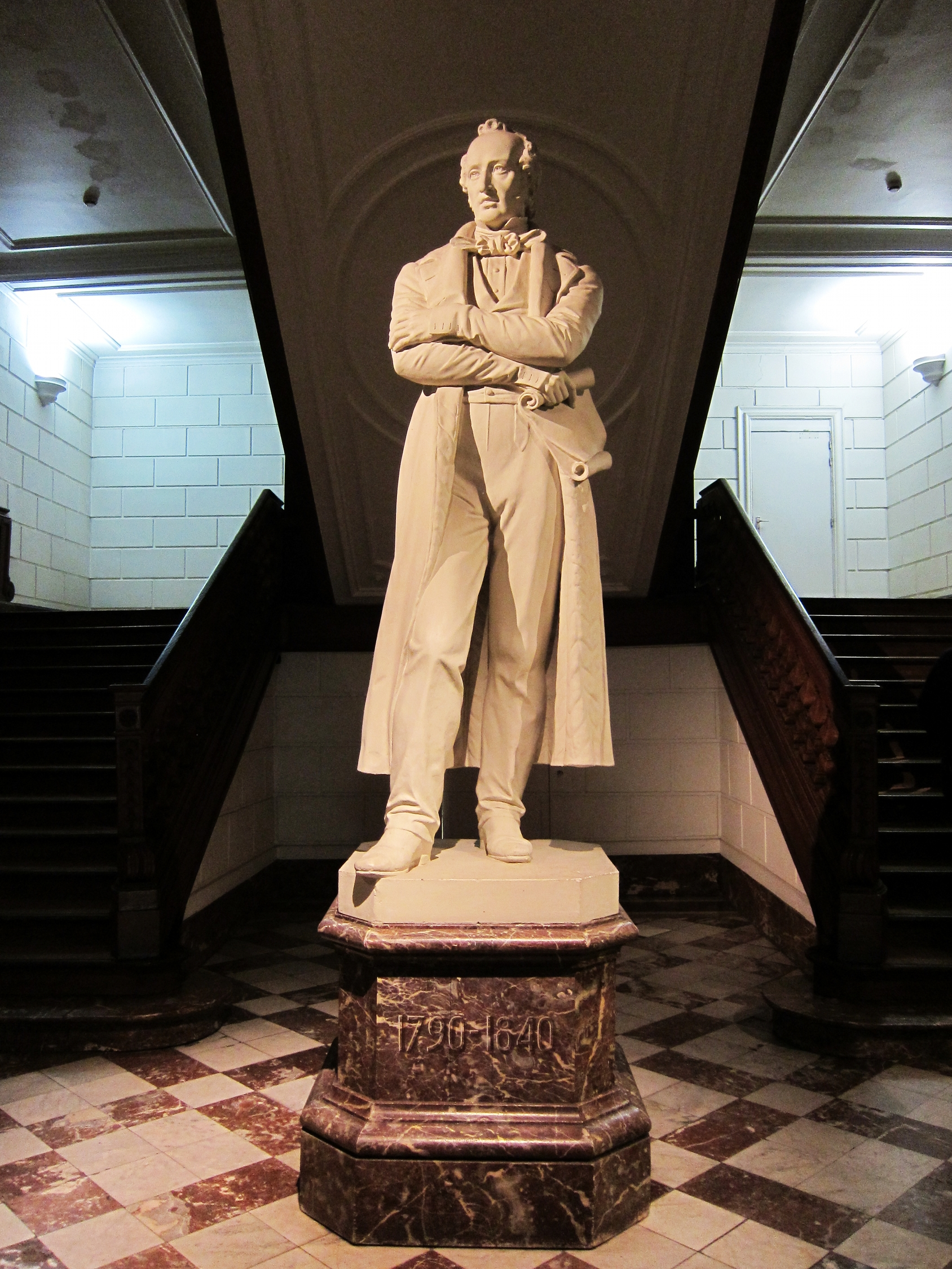
Statue de John Cockerill dans le château de Seraing.

Il existe différentes sculptures à Seraing :
- la statue de John Cockerill, devant l'Hôtel de ville ;
- dans le château de Seraing ;
- devant l’entrée du cimetière de la Bergerie, une sculpture de Pier Giorgio Cassol représentant son épouse tenant son fils décédé d'un accident de la route sur le boulevard séparant le cimetière de l'appartement qu'ils occupaient.

#### Décor de films de cinéma
- 1899 : Sortie de l'usine Cockeril à Seraing (film, 1899)|Sortie de l'usine Cockeril à Seraing d'Étienne Thévenon
- 1952 : Le Banquet des fraudeurs de Henri Storck
- 1967 : Jeudi on chantera comme dimanche de Luc de Heusch
- 1996 : La Promesse (il reçoit entre autres les Prix du Public, Bayard d'or du meilleur film et meilleur acteur (Olivier Gourmet) au festival du film francophone de Namur)
- 1999 : Rosetta (palme d'or au festival de Cannes 1999 ; Émilie Dequenne, l'actrice principale, obtient le Prix d'interprétation)
- 2002 : Le Fils (Olivier Gourmet obtient le prix d'interprétation au festival de Cannes 2002)
- 2005 : L'Enfant (palme d'or au festival de Cannes 2005)
- 2006 : La Raison du plus faible (présenté au 59e festival de Cannes)
- 2006 : Congorama de Philippe Falardeau (avec Olivier Gourmet, Paul Ahmarani et Jean-Pierre Cassel ; le cercle St-Léonard, dans le quartier de la Chatqueue, a servi de décor en Belgique. Une partie de ce décor est encore en place. Au début de 2015, à la suite de la rénovation du café, les dernières traces de ce décor ne sont plus visibles.
- 2009 : Sœur Sourire de Stijn Coninx
- 2011 : Le gamin au vélo[24]
- 2014 : Deux jours, une nuit[24].

## Enseignement

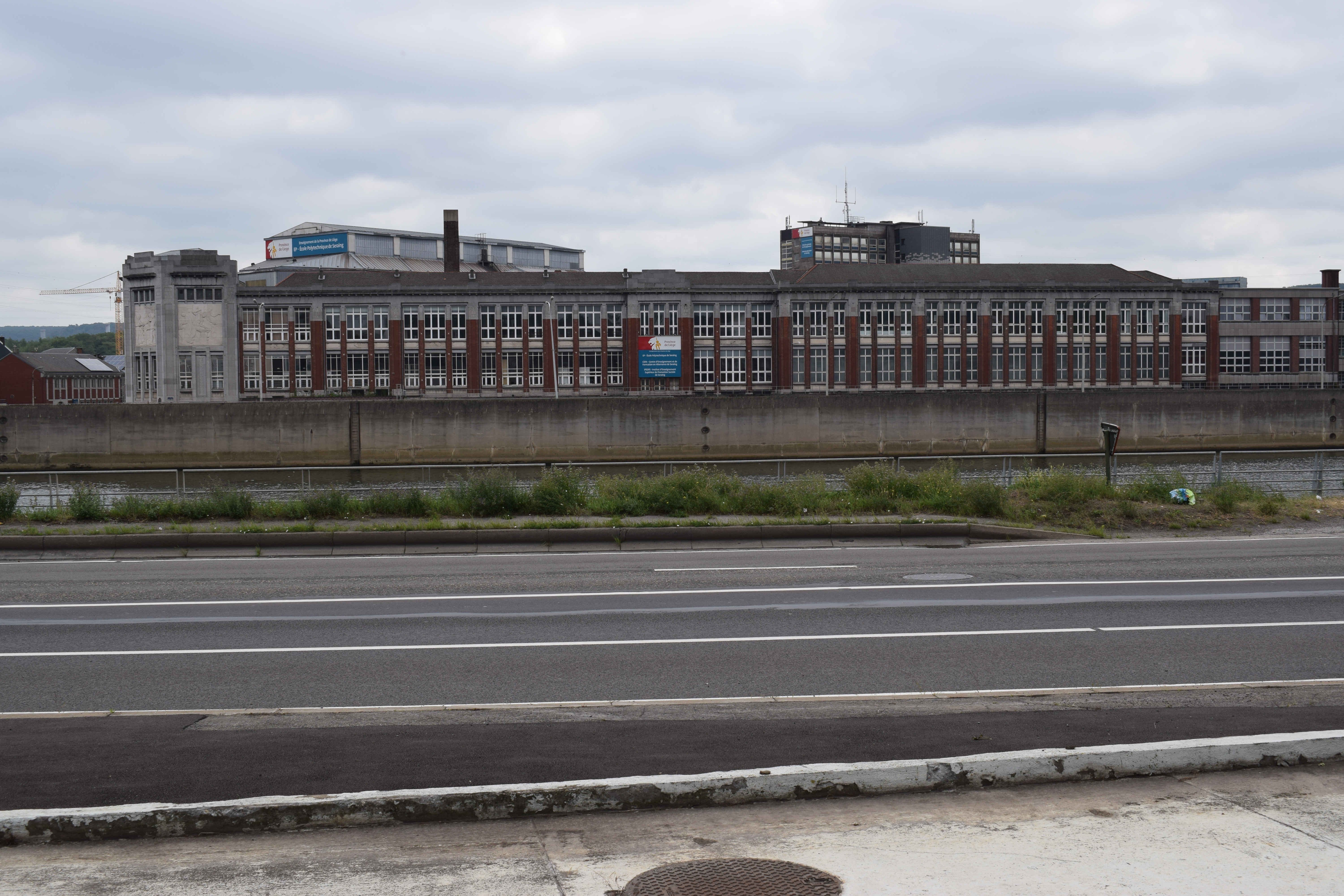
École technique provinciale de Seraing, IPES Seraing.

Seraing compte en tout sept écoles secondaires dont deux de l'enseignement de la Communauté française, soit l'Athénée Royal Air Pur et l'Athénée royal Lucie Dejardin, trois de l'enseignement provinciale, soit l'École polytechnique de Seraing (EP de Seraing), l'Institut provincial d'enseignement secondaire de Seraing (IPES de Seraing), l'Institut provincial d'enseignement secondaire de Jemeppe (IPES de Jemeppe) ainsi que deux de l'enseignement catholique, le Collège Saint Martin et l'Institut Sainte Marie.
Concernant les écoles supérieur, la Haute École de la Province de Liège possèdent trois établissements dans la commune de Seraing, soit la Maison de la Formation, le Campus 2000 à Jemeppe-sur-Meuse et la Haute École Rennequin Sualem à Seraing également.
| - Liste des écoles secondaires - Athénée Royal Air Pur - Athénée royal Lucie Dejardin - Collège Saint Martin - Institut Sainte Marie - École polytechnique de Seraing - Institut provincial d'enseignement secondaire de Seraing - Institut provincial d'enseignement secondaire de Jemeppe | - Liste des écoles supérieures - Maison de la Formation - Haute École Rennequin Sualem - Campus 2000 |

## Économie

### Cristalleries

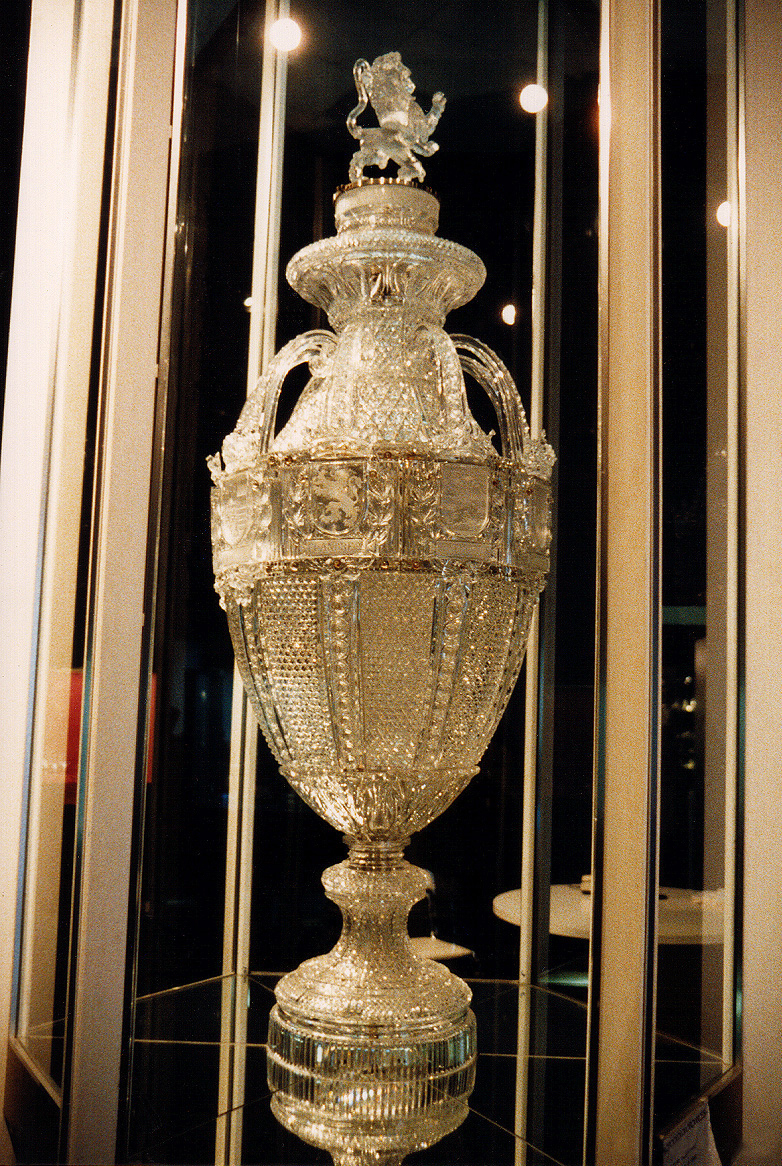
La coupe des neuf Provinces, vase monumental en cristal clair taillé (1894), vendu à 340000 €.

La société anonyme des Verreries et Établissements du Val Saint-Lambert fut créée en 1826 à l'initiative du roi Guillaume Ier des Pays-Bas qui s'investit dans le bassin liégeois puisqu'en plus d'avoir demandé à John Cockerill de venir pour importer la sidérurgie, le roi va attirer le chimiste François Kemlin et le polytechnicien Auguste Lelièvre, formés aux cristalleries de Vonêche pour créer dans le château et l'ancienne abbaye cistercienne du Val-Saint-Lambert, les célèbres cristalleries.
Le choix du Val-Saint-Lambert pour fonder ces cristalleries ne s'est pas fait au hasard, diffèrent facteurs tels que les combustibles charbonneux ou les bois de chauffe qui sont abondants, les carrières de calcaire non loin, une activité de la région dans la métallurgie (ferreux et non ferreux), la facilité de s'y procurer le plomb nécessaire à la fabrication du cristal rend ce lieu intéressant. De plus la bourgeoisie de Liège en lente voie de prospérité apparaît de plus en plus avide d'objets de luxe.
En 1836, la Société générale de Belgique rachète l'entreprise et Léopold Ier devient un actionnaire important. En 1839, le catalogue est imprimé en cinq langues, ses produits sont exportés dans le monde entier.
En 1880, le Val occupe 2 800 personnes et produit 120 000 pièces par jour, c'est-à-dire cinquante millions par an.
Au début du XXe siècle, ce sont plus de 160 000 objets qui sont fabriqués par jour ; 90 % de la production est exportée. 5 000 personnes y travaillent. On y pratique maintenant la fluogravure. En 1904, le catalogue reprend 192 modèles de services de table.
Mais, dans les années 1930, le verre de luxe est en crise. La mécanisation et l'automatisation font une entrée en force dans le verre commun.
Le Val Saint-Lambert n'a pas trop à souffrir de la Seconde Guerre mondiale, il conserve ses ouvriers qui échappent à la déportation.
Toutefois la grande époque est passée. Le Val Saint-Lambert connaît toujours une production prestigieuse de grande qualité artistique, mais la puissance économique n'y est plus. On y produit aussi des vitraux pour des bâtiments publics et ecclésiastiques. Le nombre de personnes employées décline, les ennuis financiers s'accumulent. L'État devient actionnaire en 1971, via la Société nationale d'investissement. Après de nombreuses péripéties, le décembre 2005, Val Saint-Lambert International entre en Bourse. En 2008, les ateliers des Cristalleries du Val Saint-Lambert existent toujours, ils occupent 58 personnes.

### Sidérurgie et Charbonnage

#### Âge d'or

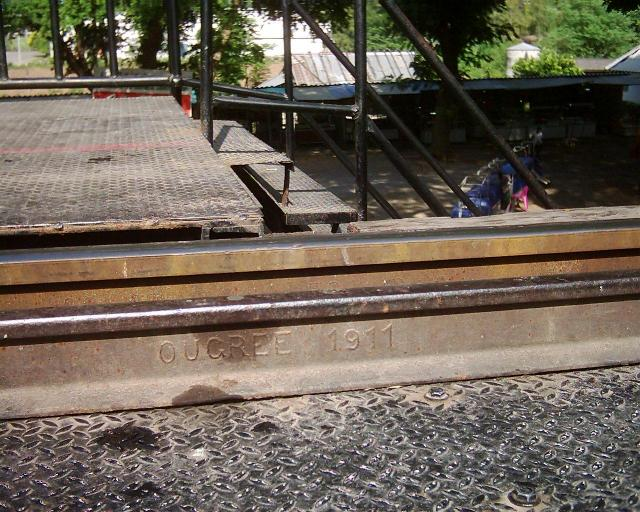
Rails sur le pont sur la rivière Kwaï en Thaïlande, fabriqués par les ateliers Cockerill à Ougrée.

Tout d'abord, le charbon est exploité vers le début du XIXe siècle, lors de la révolution industrielle. Le minerai est exploité par deux sociétés familiales : celle d'Ougrée-Marihaye (Ougrée, Seraing) et celle de Gosson-Kessales (Jemeppe-sur-Meuse).
L'actuelle commune de Seraing comptait autrefois treize charbonnages dont neuf à Seraing (Boverie, Caroline, Colard [grand], Fanny, Many, Marie, Saint-Antoine, Six Bonniers, Vieille Marihaye), trois à Jemeppe-Sur-Meuse (Grands Makets, Kessales/Kessels, Bon Buveur) et un à Ougrée (Ougrée)
Ensuite, avec l'aide de Guillaume d'Orange, les frères Charles-James et John Cokerill s’installent à l'ancienne résidence d'été des princes évêques, qui sera appelée désormais château Cockerill. Ce sont eux qui mettront en route la sidérurgie à Seraing avec la mise à feu du haut-fourneau à coke.
Charles-James revendra ses parts au roi Guillaume, renversé par la révolution belge. John obtient toutes les parts sur ses ateliers.
Les ateliers Cockerill se développent mais John meurt à 49 ans, en 1840. Deux ans plus tard, la Société anonyme John Cockerill voit le jour.
Cette société se développe à toute vitesse et va faire la grande réputation de la Belgique puisque dans les années 1920, la Belgique est la deuxième puissance économique mondiale, derrière le Royaume-Uni.

#### Déclin
Alors que les hauts-fourneaux et les charbonnages marchent à plein régime à Seraing, la Société anonyme John Cockerill devient Cockerill-Ougrée, puis Cockerill-Ougrée-Providence, puis Cockerill-Sambre, puis Usinor, puis Arcelor et enfin ArcelorMittal, le géant que l'on connait aujourd'hui.
Durant ce siècle se sont succédé de multiples fusions alors qu'en parallèle, les usines de ces groupes sont mises à l'arrêt les unes à la suite des autres en raison notamment de la vétusté des installations.
En 2014, l'arrêt définitif de la Cokerie de Seraing (Ougrée) est synonyme de la mort de la sidérurgie intégrée à Liège.
Les mines quant à elles sont fermées depuis 1976, année de la cessation des activités du Charbonnage Colard : c'est la fin du charbonnage à Seraing.
La catastrophe du Many explique partiellement la fermeture des mines. La Société anonyme d'Ougrée-Marihaye, la Société Anonyme John Cockerill et Ferblatil, qui avaient fusionné, décident de fermer leurs dernières concessions.

#### Liste des événements marquant pour l'industrie sérésienne
- 1809 : Fondation de la Fabrique de Fer d'Ougrée.
- 1817 : Charles James et John Cockerill acquiert l'ancien Palais des Princes évêques de Liège.
- 1821 : mise à feu du haut-fourneau à coke.
- 1834 : Fondation de la Société des Charbonnages et Hauts-Fourneaux d'Ougrée.
- 1837 : mise à feu du Haut-Fourneau 1 en avril et du Haut-Fourneau 2 en avril.
- 1840 : À 49 ans, John Cockerill meurt d'une fièvre à Varsovie, en Pologne.
- 1842 : Fondation de la Société Anonyme John Cockerill.
- 1847 : mise en service des Haut-Fourneau 3 et 4.
- 1864 : inauguration d'une usine à puddler, martelé puis laminé sous forme de barres plates.
- 1878 : reconstruction et mise à feu du Haut-Fourneau 1 selon le système Whitwell (vent à 600 °C).
- 1879 : reconstruction du Haut-Fourneau 2.
- 1881 : reconstruction du Haut-Fourneau 3.
- 1892 : fusion de la Société anonyme des Charbonnages et Hauts Fourneaux d’Ougrée avec la Fabrique de Fer d'Ougrée. La Société est baptisée Société anonyme d'Ougrée.
- 1900 : reconstruction du Haut-Fourneau 4. Le 30 avril, la Société es t fusionnée avec les Charbonnages de Marihaye, et prend le nom de Société anonyme d'Ougrée-Marihaye.
- 1905 : construction du Haut-Fourneau 5.
- 1910 : construction du Haut-Fourneau 6.
- 1911 : construction du Haut-Fourneau 7.
- 1913 : construction du Haut-Fourneau 8.
- 1914 : chute des activités due à la guerre, après un pic de production l'année précédente de 320 000 tonnes de fonte, avec 8 hauts-fourneaux en service, 6 machines à vapeur et 5 machines à gaz, 120 fours à coke, une usine à récupération des sous-produits des gaz de cokerie, 1 parc à coke et 1 parc à minerai + 1 grue tournante, 1 cimenterie, 1 usine d’oxygène, 1 atelier d'entretien et des laboratoires.
- 1918 : production au ralenti. 4 hauts-fourneaux détruits et 4 hauts-fourneaux endommagés.
- 1924 : mise en service des Hauts-Fourneaux 3 et 4 "nouveaux".
- 1932 : mise en service du Haut-Fourneau 7 "nouveau".
- 1930 : début de récession.
- 1940 : début de récession due à la Seconde Guerre mondiale
- 1945 : remise en service des Hauts-Fourneaux 5, 6 et 8.
- 1947 : remise en service des Hauts-Fourneaux 2, 3 et 4.
- 1954 : fermeture du Charbonnage d'Ougrée, sur le site des hauts-fourneaux.
- 1955 : fusion des sociétés John Cockerill, Ougrée-Marihaye et Ferblatil qui donneront naissance à la Société Cockerill-Ougrée.
- 1959 : modernisation du Haut-Fourneau 7. Construction d’une nouvelle aciérie Thomas, atelier de concassage, criblage et agglomération, port à minerais et installation de déchargement des wagons de minerai.
- 1962 : mise en service du Haut-Fourneau B. Reste par ailleurs les Hauts-Fourneaux 3,4 et 5.
- 1963 : mise en service de l'aciérie de Chertal.
- 1964 : modernisation du Haut-Fourneau 5.
- 1965 : modernisation du Haut-Fourneau 4.
- 1966 : fusion de la Société avec les Forges de la Providence donnant naissance la Société Cockerill-Ougrée-Providence.
- 1967 : modernisation du Haut-Fourneau B.
- 1970 : fusion des sociétés Cockerill-Ougrée-Providence et Espérance-Longdoz, dont le nom est abrégé en Cockerill. La Société compte 40 000 travailleurs, pour une production annuelle de 6 134 000 tonnes d'acier brut. Elle compte 27 hauts-fourneaux dont 14 à Liège, 4 à Marchienne, 4 à Athus et 5 à Rehon. Arrêt définitif des Hauts-Fourneaux 3 et 4. Restent seuls à Ougrée les Hauts-Fourneaux 5 et B.
- 1979 : arrêt définitif de la cokerie d'Ougrée.
- 1981 : création officielle de la Société anonyme Cockerill-Sambre, par fusion des sociétés sidérurgiques des bassins de Liège et du Hainaut. Albert Frère aux commandes.
- 1982 : arrêt définitif du Haut-Fourneau 5 (26/10/82).
- 1984 : arrêt définitif de l'aciérie de Seraing, reste seule l'aciérie de Chertal. Restent seuls à Liège les Hauts-Fourneaux 6 et B.
- 1999 : alliance entre Cockerill-Sambre et Usinor.
- 2001 : fusion entre Usinor, Arbed et Aceralia, donnant naissance à Arcelor. Le groupe détient 23 Hauts Fourneaux et produit 35 millions de tonnes de fonte.
- 2005 : arrêt du Haut-Fourneau 6 de Seraing.
- 2006 : fusion entre Arcelor et Mittal. Le nouveau groupe s’appelle ArcelorMittal.
- 2008 : redémarrage du haut-fourneau 6 de Seraing en février, mais arrêt, qui s'avèrera définitif, six mois plus tard à la suite de la crise économique.
- 2009 : arrêt du haut-fourneau B d'Ougrée en mai.
- 2010 : redémarrage du haut-fourneau B d'Ougrée en avril.
- 2011 : arrêt définitif du haut-fourneau B, et de l'ensemble de la phase à chaud, sauf la cockerie de Seraing.
- 2014 : arrêt définitif de la Cokerie de Seraing (Ougrée) et mort de la sidérurgie intégrée à Liège.
- 2016 : démolition du Haut-Fourneau 6 (16/12/2016).

### Port

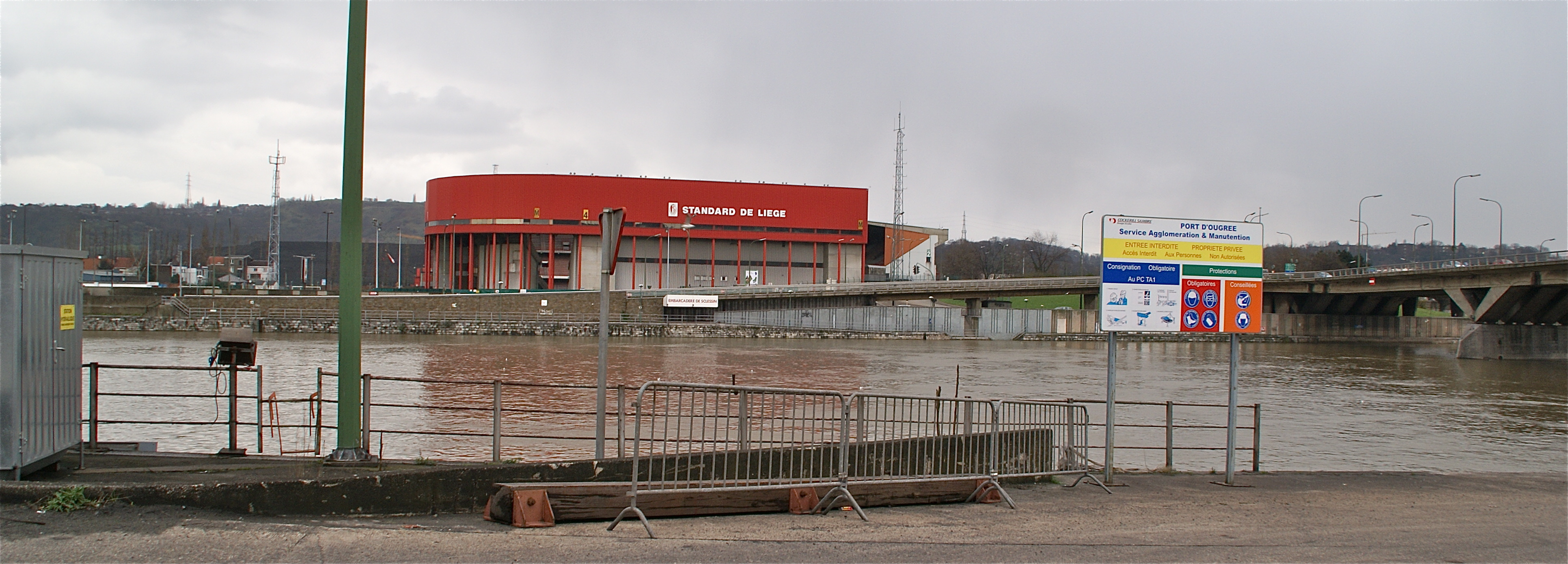
Port d'Ougrée, faisant partie du Port autonome de Liège, donnant sur le Stade Maurice Dufrasne.

La ville de Seraing possède quatre zones portuaires du Port autonome de Liège, le troisième port fluvial d'Europe.
Le port de Jemeppe, le Port de Seraing, le Port du Val ainsi que le Port d'Ougrée sont les quatre zones portuaires de l'agglomération.

### Transports

#### Rail

##### Train
Alors que Seraing était desservie par les trains de voyageurs aussi bien sur la rive droite que sur la rive gauche par les lignes 125 Namur-Liège et 125A Flémalle-Seraing. En 1976, il fut décidé d'arrêter de desservir la rive droite de la commune et donc la fermeture de la ligne 125A pour les trains de voyageurs, soit la partie importante de la ville (Seraing, Ougrée, Boncelles).
Cependant, en 2018, la ligne 125A est rouverte et la ville est donc à nouveau desservie sur ses deux rives, la rive gauche avec les arrêts de Jemeppe-sur-Meuse et celui du Pont-de-Seraing et la rive droite avec la Gare de Seraing et la Gare d'Ougrée (ligne S42 et S44 du Réseau S de Liège).

##### Tramway
Le nouveau projet de tramway à Liège a été adopté et devrait voir le jour pour 2017. Cette nouvelle première ligne comportera 21 arrêts entre Seraing et Herstal.

##### Sur route
La dorsale wallonne, l'E 42 passe à Seraing, et plus particulièrement Jemeppe-Sur-Meuse.

##### Réseaux de bus
La ville est largement desservie par les bus du TEC Liège-Verviers.

## Projets et grands travaux

### En projet ou en cours d'étude
- Construction d'une tour à Jemeppe-sur-Meuse qui devrait remplacer les deux immeubles abandonnés, celle-ci devrait accueillir des logements et le commissariat central de la Police de Seraing.
- Aménagement au Val-Saint-Lambert d'un complexe, le Cristal Park.

## Galerie

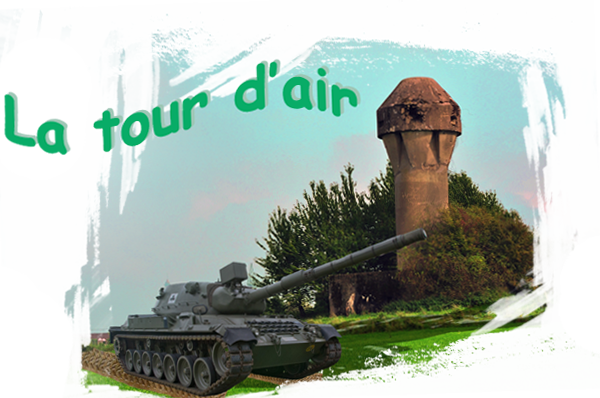
La tour d'air, à Boncelles.
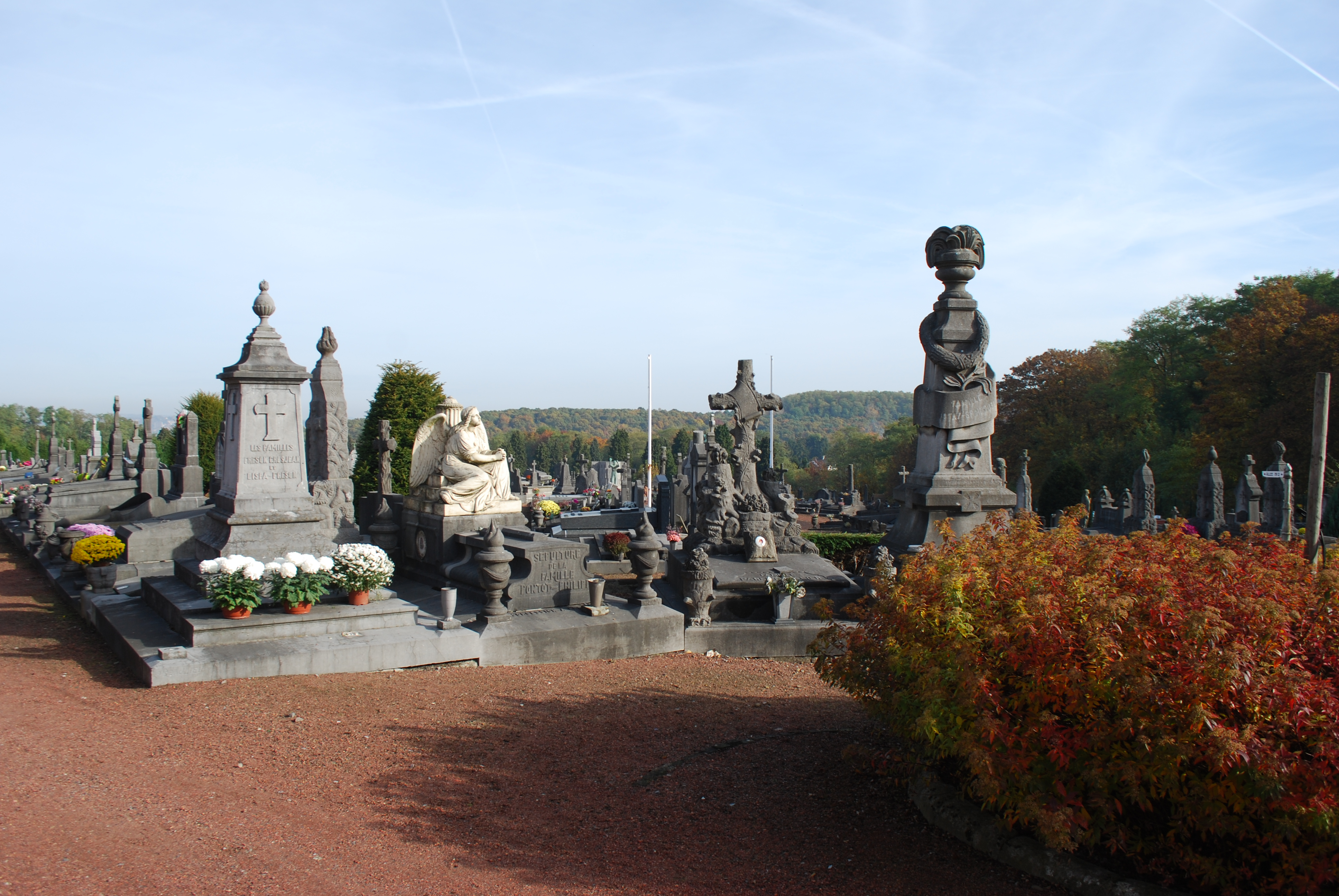
Cimetière des Biens Communaux.
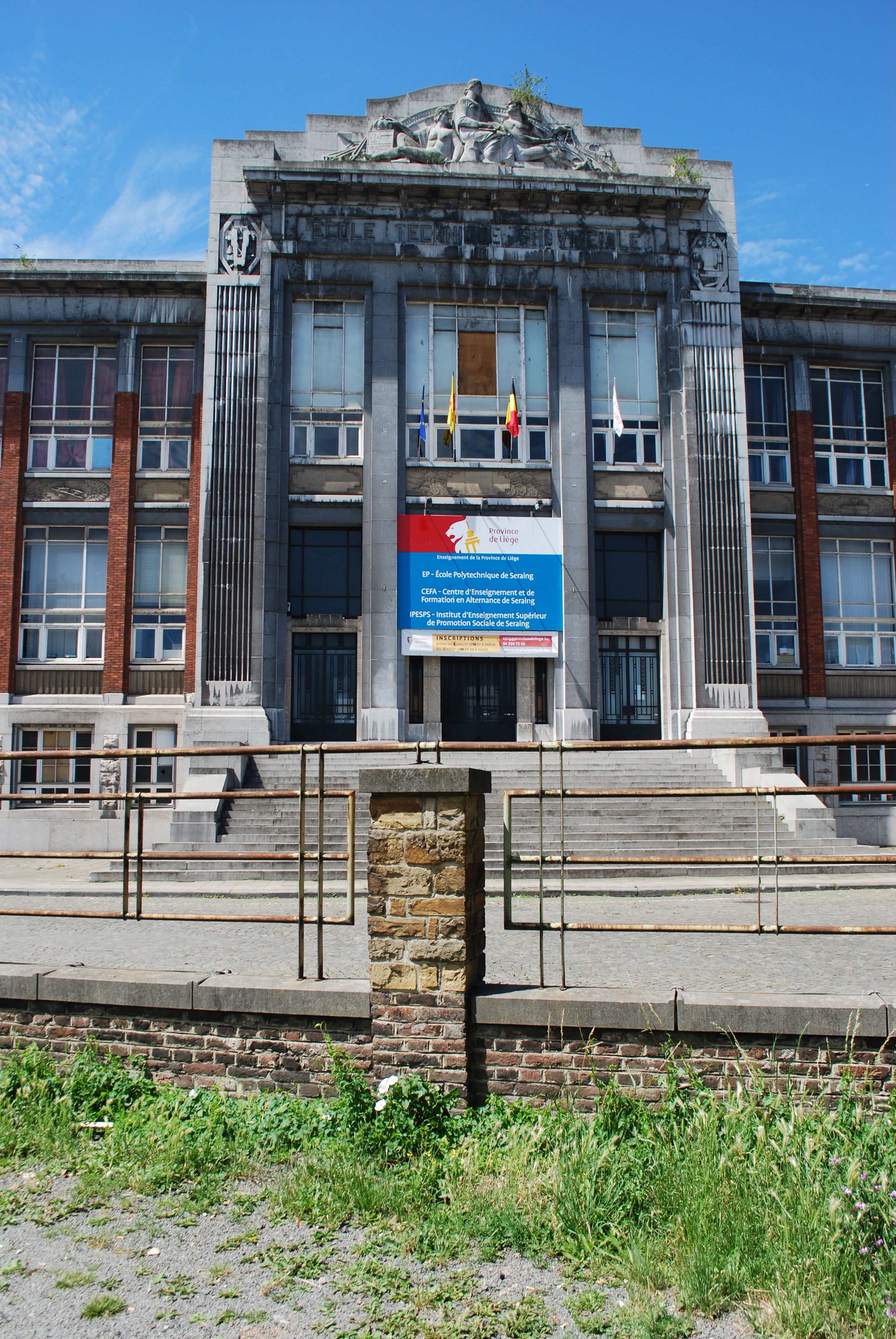
IPES Seraing.
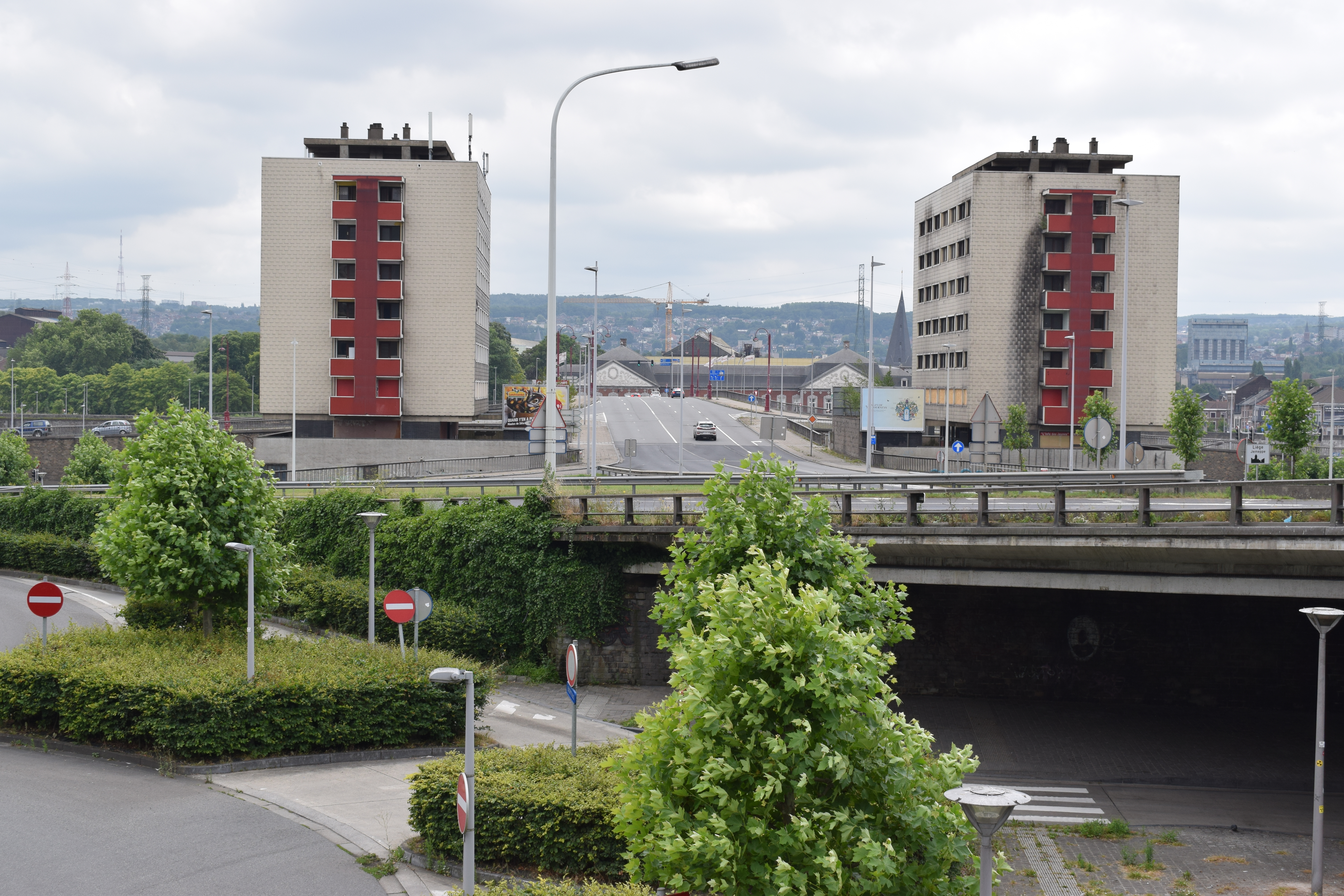
Vue de Seraing depuis Jemeppe.

## Sports et vie associative

### Sports
Seraing fut la terre d'accueil de plusieurs clubs de divers sports qui en ont fait sa réputation tels que le Royal Football Club Seraing (17), le Royal Football Club Seraing (23) et le Royal Football Club Seraing (167) en football, l'ONU Seraing en futsal ou encore le Progrès HC Seraing et la Jeunesse Jemeppe en handball.
Seraing a vu passer sur ses terres quelques événements de cyclisme avec chaque année le passage de Liège-Bastogne-Liège, la doyenne des classiques, mais aussi l'organisation du Prologue du Tour d'Italie 2006 ou encore le départ de la 4e étape du Tour de France 2015, l'arrivée de la 1re étape du Tour de France 2012, de la 8e étape du Tour de France 1995 et de la 3e étape du Tour de France 2001.

#### Clubs

##### Principaux clubs
- Athlétisme : Seraing Runners
- Athlétisme : Seraing Athlétisme
- Baseball : Seraing Brown-Boys
- Football : RFC Seraing
- Handball : Jeunesse Jemeppe
- Water-polo : ESN Seraing
- Futsal : Liurno Ougrée et Manchester Seraing
- Basket-ball : Haut-Pré Ougrée

##### Disparus
- Progrès HC Seraing. (Handball).
- RFC Sérésien (football).
- Seraing RUL (football).

#### Événements
- Finale de la Coupe de Belgique de handball en 1981.
- Arrivée de la 1re étape du Tour de France 2001.
- Prologue du Tour d'Italie 2006.
- Arrivée de la 1re étape du Tour de France 2012.
- Départ de la 4e étape du Tour de France 2015.

## Personnalités serésiennes
- Hubert Brialmont (1807 - 1885), ingénieur en chef de la Société John Cockerill ;
- Mathieu Brialmont (1789 - 1885), militaire et ministre de la Guerre ;
- Nicolas Brialmont (1813 - 1881), militaire ;
- Numa Charlier (1893 - 1940), militaire (commandant du fort de Boncelles, il refusa de se rendre aux Allemands et mourut sur place) ;
- John Cockerill (1790 - 1840), industriel ;
- René Delbrouck (1903 - 1942), homme politique et résistant (fondateur du premier journal interdit du pays Le Clandestin), mort en déportation ;
- Hyacinthe Kuborn (1828 - 1910), « médecin des pauvres » (soigna entre autres les malades d'une épidémie de choléra à Ougrée alors qu'il n'avait pas fini ses études) ;
- Sal La Rocca (1961), contrebassiste de jazz ;
- Julien Lahaut (1884 - 1950), homme politique ;
- Guy Mathot (1941 - 2005), syndicaliste, homme politique ;
- Joseph Merlot (1885 - 1959), avocat et homme politique ;
- Albert Mockel (1866 - 1945) poète symboliste qui popularisa le nom « Wallonie » ;
- André Renard (1911 - 1962), syndicaliste, résistant et homme politique ;
- Alfred Smeets (1857 - 1909), homme politique ;
- Tony Di Napoli (1938-), chanteur italo-belge, symbole des Italiens en Belgique et particulièrement de l'immigration italienne dans le bassin liégeois ;
- Jean-Pierre Dardenne (1951) et Luc Dardenne (1954), réalisateurs, qui utilisent beaucoup Seraing pour les décors de leurs films ;
- Sébastien Pocognoli (1987-), joueur de football ;
- Christel Deliège (1972-), judokate ;
- Jean-Marie Piemme (1944-), dramaturge et auteur dramatique ;
- Alain Mathot (1972 -), homme politique.